# Microraptor
Microraptor (del gr. μικρός mīkros ‘pequeño’, y del lat. raptor ‘rapaz’) es un género con tres especies válidas de dinosaurio terópodo dromeosáurido, que vivieron a principios del período Cretácico Inferior, entre 125 a 113 millones de años, en el Aptiense, en lo que hoy es Asia. Las tres especies descritas son M. zhaoianus, M. gui y M. hanqingi, aunque estudios posteriores han sugerido que todos ellos representan una variación en una sola especie, que se llama propiamente M. zhaoianus. El género Cryptovolans, inicialmente descrito como otro dinosaurio de cuatro alas, generalmente se considera un sinónimo de Microraptor.
Al igual que Archaeopteryx, los fósiles bien conservados de Microraptor proporcionan evidencia importante sobre la relación evolutiva entre aves y dinosaurios. Microraptor tenía largas plumas pennáceas que formaban superficies aerodinámicas en los brazos y la cola, pero también en las piernas. Esto llevó al paleontólogo Xu Xing en 2003 a describir el primer espécimen para preservar esta característica como un "dinosaurio de cuatro alas" y especular que podría haberse deslizado usando las cuatro extremidades para levantarlo. Estudios posteriores han sugerido que Microraptor también era capaz del vuelo activo.
Microraptor estaba entre los dinosaurios no aviares más abundantes en su ecosistema, y el género está representado por más fósiles que cualquier otro dromeosáurido, con posiblemente más de 300 especímenes fósiles representados en varias colecciones de museos.

## Descripción

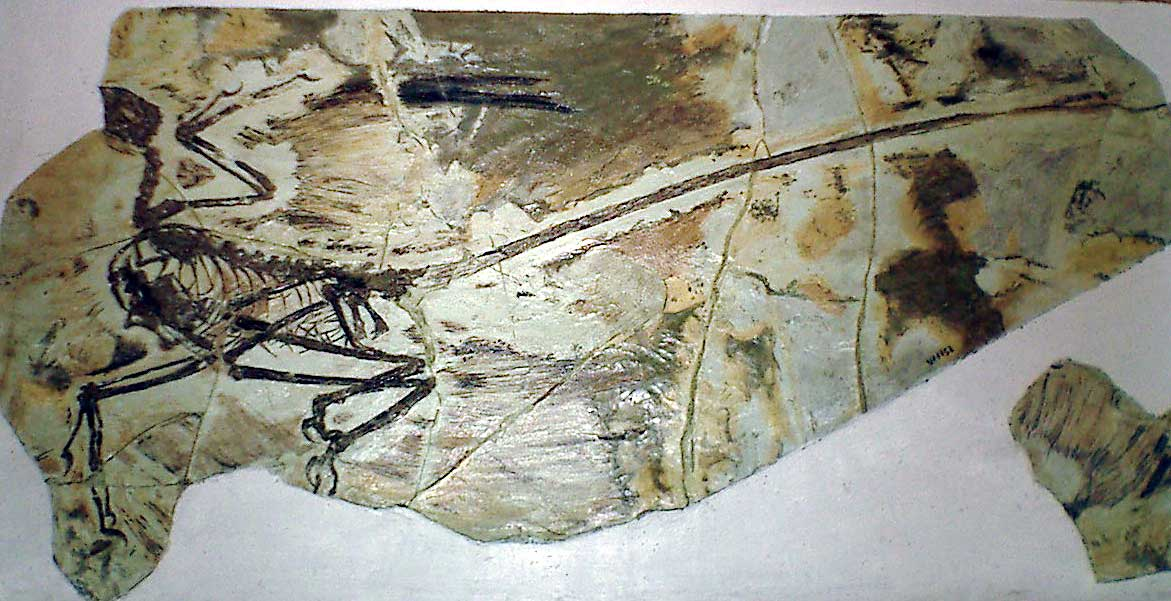
Fósil de Microraptor gui con las plumas preservadas.

Los especímenes adultos de Microraptor rondaban los 42 a 83 centímetros de largo, con un promedio de 77 centímetros, con un peso estimado de 1 kilogramo, Microraptor es uno de los más pequeños dinosaurios conocidos. Aparte de ser uno de lo más pequeños, Microraptor es el primer dinosaurio no aviano descubierto con impresiones de plumas y alas. Holtz lo estimó en 90 centímetros. Una estimación de Benson et al. en 2012 fue que Microraptor tenía una longitud máxima de 1,2 metros.
Siete especímenes de M. zhaoianus han sido descritos en detalle, más seis ejemplares de M. gui descritos por Xu et al. en 2003, en la mayoría se ven impresiones de plumas. Algo inusual incluso entre los primeros pájaros y dinosaurios con plumas, es que Microraptor es uno de los pocos géneros que poseía plumas de vuelo largas en sus piernas así como sus antebrazos y manos. Sus cuerpos tenían una cubierta de gruesas plumas, con una vela de forma de diamante en el extremo de la cola, posiblemente para mayor estabilidad durante el vuelo. Xu et al. en 2003 comparan las largas plumas de la cabeza de Microraptor con las de la águila monera filipina. Bandas oscuras y claras aparecen en algunos ejemplares, que podrían ser patrones de color en vida. Varias características anatómicas vistas en Microraptor, por ejemplo una combinación de dientes lisos y parcialmente serrados con cuellos estrechos y los huesos del brazo superior inusualmente largos, se comparten con las aves primitivas y los trodóntidos primitivos. Microraptor es particularmente parecido al trodóntido basal Sinovenator. En su descripción de 2002 de dos especímenes de M. zhaoianus, Hwang et al. Comenta que esto no es particularmente sorprendente, dado que ambos Microraptor y Sinovenator son miembros muy primitivos de dos grupos estrechamente cercanos, y ambos cerca de la fractura de Deinonychosauria entre dromeosáuridos y trodóntidos.
En marzo de 2012, Quanguo Li et al. determinó la coloración del plumaje de Microraptor con base en la nueva muestra BMNHC PH881, que también mostró varias otras características previamente desconocidas en Microraptor. Al analizar los melanosomas fosilizados, células de pigmento, en el fósil con técnicas de microscopio electrónico de barrido, los investigadores compararon sus disposiciones con las de las aves modernas. En Microraptor , estas células se formaron de manera consistente con la coloración negra y brillante en las aves modernas. Estos melanosomas estrechos en forma de bastón estaban dispuestos en capas apiladas, muy parecidas a las de un estornino moderno, e indicaban iridiscencia en el plumaje de Microraptor. Aunque los investigadores afirman que la verdadera función de la iridiscencia aún se desconoce, se ha sugerido que el pequeño dromeosáurido estaba usando su pelaje brillante como una forma de comunicación o exhibición sexual, al igual que en las aves iridiscentes modernas.

## Descubrimiento e investigación
Todas las especies de Microraptor provienen de la Formación Jiufotang  de principios del Cretácico en la etapa Aptiense, hace 120 millones de años . Se han nombrado tres especies, M. zhaoianus, M. gui y M. hanqingi, aunque estudios posteriores han sugerido que todos ellos representan una variación en una sola especie, que se llama propiamente M. zhaoianus. Cryptovolans , inicialmente descrito como otro dinosaurio de cuatro alas, generalmente se considera un sinónimo de Microraptor. Se conoce por lo menos por una docena de fósiles bien preservados que han sido recobrados en sedimentos de la Formación Juifotang Liaoning, China.

### Fraude y controversia
El nombre Microraptor es controvertido a causa de las circunstancias inusitadas de su descripción original. Los primeros especímenes fueron descritos partiendo de un espécimen quimera construido a partir de varios especímenes chinos, un mosaico de diferentes especies de dinosaurios emplumados entre los que se encontraba el propio Microraptor, Yanornis y una tercera especie aún no descrita, enviados por contrabando a Estados Unidos para ser vendidos. Cuando el fraude fue revelado por Xu Xing, del Instituto de Paleontología de Vertebrados y Paleoantropología de Pekín, Storrs L. Olson, conservador de aves en el National Museum of Natural History, dependiente de la Smithsonian Institution, publicó una descripción de la cola en una revista poco conocida, bautizando a la especie Archaeoraptor liaoningensis, en un intento de eliminar el nombre de los archivos paleornitológicos asignándolo a la parte que tenía menos probabilidades de ser realmente un ave. Sin embargo, Xu descubrió los demás restos del espécimen al que pertenecía la cola y publicó después una descripción del mismo, designándole como Microraptor zhaoianus.

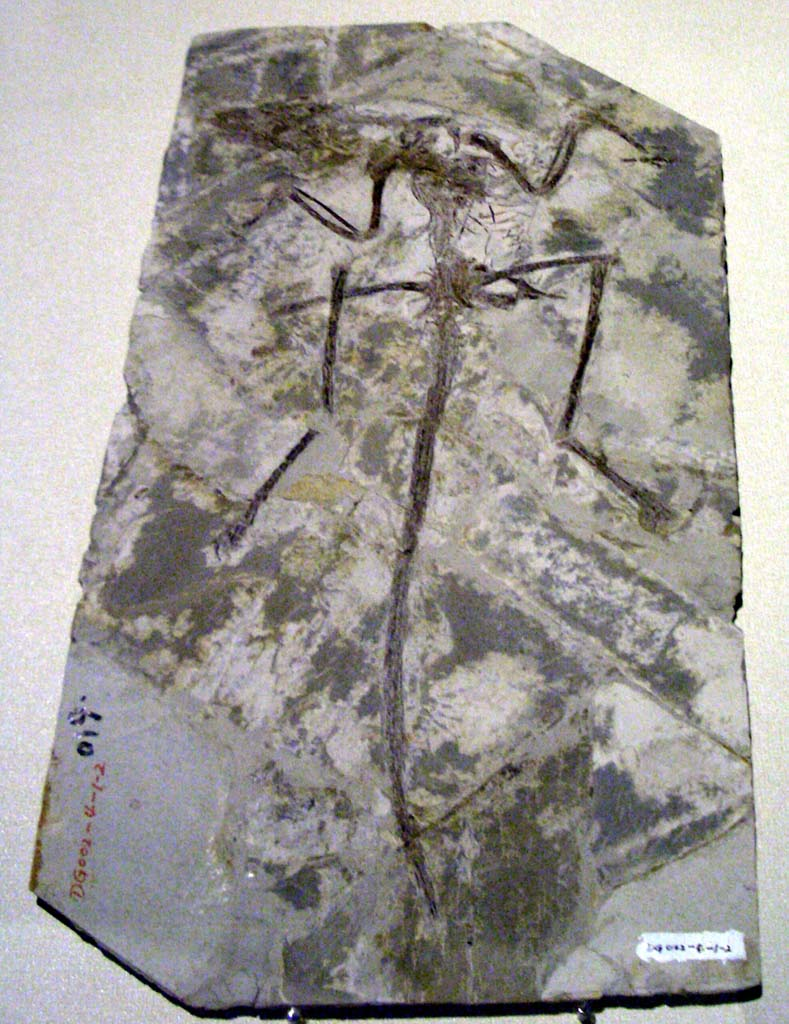
M. zhaoianus.

Dado que los dos nombres designaban al mismo individuo y la misma especie, Microraptor zhaoianus ha quedado como sinónimo de Archaeoraptor liaoningensis, y este último nombre, en tanto sea válido, tiene prioridad. Por lo que según algunas interpretaciones de la Comisión internacional de Nomenclatura Zoológica, el nombre válido para este animal es, probablemente Archaeoraptor liaoningensis Olson 2000. Sin embargo persisten ciertas dudas respecto a si Olson habría cubierto realmente los criterios formales para el establecimiento de un nuevo taxón.  Es decir, Olson designó el espécimen como lectotipo, antes de que se erigiera formalmente una especie tipo real. Una situación similar surgió con Tyrannosaurus rex y Manospondylus gigas, en el cual el primero se convirtió en un nomen protectum y el segundo en un nomen oblitum debido a las revisiones en las reglas de la ICZN que tuvieron lugar el 31 de diciembre de 1999. Además, el nombre de Xu para el espécimen tipo de Microraptor se usó posteriormente más con frecuencia que el nombre original; como tal, esto y la naturaleza quimérica del espécimen convertiría el nombre "Archaeoraptor" en un nomen vanum, como se describió incorrectamente y el sinónimo más moderno de Microraptor un nomen protectum, como se ha utilizado en trabajos más publicados que "Archaeoraptor" y fue descrito adecuadamente.
La mayoría de los paleontólogos no están dispuestos a usar el nombre de Archeoraptor con independencia del estatus del nombre desde un punto de vista reglamentario. Por un lado el nombre aparece especialmente ligado con el fraude y el escándalo de National Geographic. Y por otro, parece que consideran que lo que Olson pretendía al proponer el nombre equivale a un sabotaje nomenclatural que los paleontólogos no quieren ver consagrado. Así que el nombre Microraptor zhaoianus Xu et al., 2000 es la alternativa universalmente aceptada.

### Especímenes adicionales
Se han encontrado seis esqueletos virtualmente completos en Liaoning, en China, entre 2001 y 2002. Cryptovolans pauli, que tiene el mismo tipo de cuerpo con cuatro alas podría ser una especie del género Microraptor. Senter et al. en 2004 han interpretado que M. zhaoianus, M. gui, y C. pauli son todos un mismo animal, M. zhaoianus.
El primer espécimen referido a Microraptor representaba un individuo pequeño e incluía restos de plumas débiles, pero por lo demás no estaba bien conservado y carecía de un cráneo. En 2002 Mark Norell et al. describió otro espécimen, BPM 1 3-13, que no nombraron ni se refirieron a una especie existente.  Más tarde ese año Stephen Czerkas et al. nombró al espécimen Cryptovolans pauli y refirió dos especímenes adicionales, el primero en mostrar plumas bien conservadas, a esta especie. El nombre genérico se deriva del griego Kryptos, "ocultos", y del latín "volador". El nombre específico, C. pauli , honora el paleontólogo Gregory S. Paul, que durante mucho tiempo propuso que los dromeosáuridos evolucionaron a partir de antepasados voladores.
Los especímenes tipo de C. pauli fueron recolectados de la Formación Jiufotang, que data de principios del Albiense y ahora pertenecen a la colección del Museo de Paleontología de Beipiao, en Liaoning, China. Se hace referencia a ellos con los números de inventario LPM 0200, el holotipo y LPM 0201, su contraparte. La losa y contraparte juntas representan el anterior BPM 1 3-13 anterior y el paratipo LPM 0159, un esqueleto más pequeño. Ambos individuos se conservan como fósiles de compresión articulada; están razonablemente completos pero parcialmente dañados.
Czerkas y col. en 2002 diagnosticaron el género sobre la base de tener plumas primarias, que en opinión de los autores lo convirtieron en un pájaro, un esternón coosificado, una cola que consta de 28 a 30 vértebras y un tercer dedo con una falange corta III-3. Algunas de las plumas que Czerkas describió como primarias en realidad estaban unidas a la pierna, en lugar del brazo. Esto, junto con la mayoría de los otros caracteres de diagnóstico, también está presente en el género Microraptor, que se describió por primera vez antes que Cryptovolans. Sin embargo, BPM 1 3-13 tiene una cola más larga, proporcionalmente, que otras muestras de Microraptor que se habían descrito en 2002, que tienen 24 a 26 vértebras de la cola.
Los estudios posteriores y más muestras de Microraptor han demostrado que las características utilizadas para distinguir los Criptovolans no son únicas, sino que están presentes en diversos grados en varias muestras. En una revisión realizada por Phil Senter y sus colegas en 2004, los científicos sugirieron que todas estas características representaban variaciones individuales en varios grupos de edad de una sola especie de Microraptor, haciendo que el nombre Cryptovolans pauli y Microraptor gui serían sinónimos menores de Microraptor zhaoianus.  Muchos otros investigadores, incluidos Alan Feduccia y Tom Holtz, han apoyado su sinonimia.
Un nuevo espécimen de Microraptor, BMNHC PH881, mostró varias características previamente desconocidas en el animal, incluida la coloración de plumaje iridiscente probablemente negro brillante. El nuevo espécimen también presentó una veleta de la cola bifurcada, similar en forma a la del Microraptor previamente conocidos, excepto que lucía un par de plumas largas y estrechas en el centro del abanico. El nuevo espécimen tampoco mostró signos de la cresta nucal, lo que indica que la cresta inferida del holotipo puede ser un artefacto de distorsión tafonómica.
Se han descubierto numerosos especímenes adicionales que probablemente pertenecen a Microraptor , todos del lecho Shangheshou de la formación Jiufotang en Liaoning, China. De hecho, Microraptor es el tipo fósil de dinosaurio no avialano más abundante que se encuentra en esta formación. En 2010, se informó que había más de 300 especímenes no descritos atribuibles a Microraptor o sus parientes cercanos entre las colecciones de varios museos chinos, aunque muchos habían sido alterados o compuestos por coleccionistas de fósiles privados.

### Estudio y debate
Norell y col. en 2002 describieron BPM 1 3-13 como el primer dinosaurio que se sabe que tiene plumas de vuelo en sus patas y brazos. Czerkas en 2002 describió erróneamente que el fósil no tenía plumas largas en las patas, sino solo en las manos y los brazos, como lo ilustra en la portada de su libro Feathered Dinosaurs and the Origin of Flight. En su discusión sobre Cryptovolans en este libro, Czerkas denuncia fuertemente las conclusiones de Norell diciendo " La interpretación errónea de las plumas de las alas primarias que provienen de las patas traseras se deriva directamente de ver lo que uno cree y quiere ver " sic. Czerkas también denunció a Norell por no llegar a la conclusión de que los dinosaurios son pájaros, acusándolo de sucumbir a " ... las cegadoras influencias de las ideas preconcebidas ".  La definición del grupo corona de Aves, como un subconjunto de Avialae , la definición explícita del término "pájaro" que emplea Norell, definitivamente excluiría BPM 1 3-13. Sin embargo, tampoco considera que el espécimen pertenezca a Avialae.
La interpretación de Czerkas de las plumas de las patas observadas por Norell resultó ser incorrecta al año siguiente, cuando Xu y sus colegas publicaron especímenes adicionales de Microraptor, mostrando una "ala trasera" distintiva completamente separada del ala de la extremidad anterior. El primero de estos especímenes fue descubierto en 2001, y entre 2001 y 2003, el Instituto de Paleontología y Paleoantropología de Vertebrados compró cuatro especímenes más a coleccionistas privados. Xu también consideró que estos especímenes, la mayoría de los cuales tenían alas posteriores y diferencias proporcionales con respecto al espécimen original de Microraptor, eran una especie nueva, a la que llamó Microraptor gui. Sin embargo, Senter también cuestionó esta clasificación, señalando que Cryptovolans, la mayoría de las diferencias parecían corresponder con el tamaño y las posibles diferencias de edad. Otros dos especímenes, clasificados como M. zhaoianus en 2002, M. gui aún no había sido nombrado, también han sido descritos por Hwang y colegas.
Czerkas también creía que el animal pudo haber volado mejor que Archaeopteryx, al animal que generalmente se conoce como el ave más antigua conocida. Citó el esternón fusionado y las plumas asimétricas, y argumentó que Microraptor tiene características modernas de aves que lo hacen más derivado que el Archaeopteryx. Czerkas citó el hecho de que este animal posiblemente volátil también es muy claramente un dromeosáurido para sugerir que Dromaeosauridae podría ser en realidad un grupo de aves basales, y que más tarde, especies más grandes, como Deinonychus fueron secundariamente no voladores, según Czerkas en 2002. El consenso actual es que no hay suficiente evidencia para concluir si los dromeosáuridos descendieron de un antepasado con algunas habilidades aerodinámicas. El trabajo de Xu et al. en 2003 sugirieron que los dromaosáurios basales eran probablemente pequeños, arbóreos y podían deslizarse. El trabajo de Turner et al. en 2007 sugirieron que el dromaosáurido ancestral no podía deslizarse ni volar, pero que había buena evidencia de que era de cuerpo pequeño, alrededor de 65 centímetros de largo y 600–700 gramos de masa.

## Clasificación
Microraptor, junto con otros raptores de 4 alas forman un clado dentro de la subfamilia Microraptorinae de los Dromaeosauridae, conocido como Microraptoria. La disposición única de las alas encontrado en Microraptor plantea la cuestión de su importancia en el origen del vuelo en las aves modernos, si el vuelo de las aves pasó por una etapa de cuatro alas, o si eran los planeadores de cuatro alas como Microraptor un callejón sin salida evolutivo. Desde 1915, algunos científicos habían sostenido que la evolución del vuelo de las aves pudo haber pasado con un estadio de cuatro alas, conocido como tetrapteryx. Chatterjee y Templin no tomaron una postura fuerte en esta posibilidad, observando que una interpretación convencional y una etapa tetrapteryx son igualmente posibles. Sin embargo, basado en la presencia de piernas inusualmente largas y plumas en varios dinosaurios con plumas, Archaeopteryx y algunas aves modernas tales como las rapaces, así como el descubrimiento de Pedopenna, otro dinosaurio con las plumas primarias largas en sus patas, llevaron a los autores a sostener que el cuerpo actual de la evidencia, de la morfología y filogenia, sugiere que el vuelo de las aves cambiara en un cierto punto de una dominación compartida de los miembro a la dominación del miembro delantero, y que todos los pájaros modernos pudieron haberse desarrollado de antepasados de cuatro alas, o por lo menos de antepasados con las plumas inusualmente largas de las pierna concerniente a la configuración moderna.

### Filogenia
El siguiente cladograma sigue un análisis de 2012 realizado por los paleontólogos Phil Senter, James I. Kirkland, Donald D. DeBlieux, Scott Madsen y Natalie Toth.
|  | Saurornitholestinae                                                  |
|  |                                                                      |
|  | \| \| Velociraptorinae \| \| \| \| \| \| Dromaeosaurinae \| \| \| \| |
|  |                                                                      |
|  | Velociraptorinae                                                     |
|  |                                                                      |
|  | Dromaeosaurinae                                                      |
|  |                                                                      |

|  | Velociraptorinae |
|  |                  |
|  | Dromaeosaurinae  |
|  |                  |

|  | Microraptor sp.                                                           |
|  |                                                                           |
|  | \| \| Microraptor gui \| \| \| \| \| \| Microraptor zhaoianus \| \| \| \| |
|  |                                                                           |
|  | Microraptor gui                                                           |
|  |                                                                           |
|  | Microraptor zhaoianus                                                     |
|  |                                                                           |

|  | Microraptor gui       |
|  |                       |
|  | Microraptor zhaoianus |
|  |                       |

|  | Cryptovolans     |
|  |                  |
|  | Graciliraptor    |
|  |                  |
|  | Sinornithosaurus |
|  |                  |

|  | Microraptor sp.                                                           |
|  |                                                                           |
|  | \| \| Microraptor gui \| \| \| \| \| \| Microraptor zhaoianus \| \| \| \| |
|  |                                                                           |
|  | Microraptor gui                                                           |
|  |                                                                           |
|  | Microraptor zhaoianus                                                     |
|  |                                                                           |

|  | Microraptor gui       |
|  |                       |
|  | Microraptor zhaoianus |
|  |                       |

|  | Cryptovolans     |
|  |                  |
|  | Graciliraptor    |
|  |                  |
|  | Sinornithosaurus |
|  |                  |

|  | Microraptor sp.                                                           |
|  |                                                                           |
|  | \| \| Microraptor gui \| \| \| \| \| \| Microraptor zhaoianus \| \| \| \| |
|  |                                                                           |
|  | Microraptor gui                                                           |
|  |                                                                           |
|  | Microraptor zhaoianus                                                     |
|  |                                                                           |

|  | Microraptor gui       |
|  |                       |
|  | Microraptor zhaoianus |
|  |                       |

|  | Cryptovolans     |
|  |                  |
|  | Graciliraptor    |
|  |                  |
|  | Sinornithosaurus |
|  |                  |

|  | Microraptor sp.                                                           |
|  |                                                                           |
|  | \| \| Microraptor gui \| \| \| \| \| \| Microraptor zhaoianus \| \| \| \| |
|  |                                                                           |
|  | Microraptor gui                                                           |
|  |                                                                           |
|  | Microraptor zhaoianus                                                     |
|  |                                                                           |

|  | Microraptor gui       |
|  |                       |
|  | Microraptor zhaoianus |
|  |                       |

|  | Cryptovolans     |
|  |                  |
|  | Graciliraptor    |
|  |                  |
|  | Sinornithosaurus |
|  |                  |

|  | Microraptor sp.                                                           |
|  |                                                                           |
|  | \| \| Microraptor gui \| \| \| \| \| \| Microraptor zhaoianus \| \| \| \| |
|  |                                                                           |
|  | Microraptor gui                                                           |
|  |                                                                           |
|  | Microraptor zhaoianus                                                     |
|  |                                                                           |

|  | Microraptor gui       |
|  |                       |
|  | Microraptor zhaoianus |
|  |                       |

|  | Cryptovolans     |
|  |                  |
|  | Graciliraptor    |
|  |                  |
|  | Sinornithosaurus |
|  |                  |

|  | Microraptor sp.                                                           |
|  |                                                                           |
|  | \| \| Microraptor gui \| \| \| \| \| \| Microraptor zhaoianus \| \| \| \| |
|  |                                                                           |
|  | Microraptor gui                                                           |
|  |                                                                           |
|  | Microraptor zhaoianus                                                     |
|  |                                                                           |

|  | Microraptor gui       |
|  |                       |
|  | Microraptor zhaoianus |
|  |                       |

|  | Cryptovolans     |
|  |                  |
|  | Graciliraptor    |
|  |                  |
|  | Sinornithosaurus |
|  |                  |

|  | Microraptor sp.                                                           |
|  |                                                                           |
|  | \| \| Microraptor gui \| \| \| \| \| \| Microraptor zhaoianus \| \| \| \| |
|  |                                                                           |
|  | Microraptor gui                                                           |
|  |                                                                           |
|  | Microraptor zhaoianus                                                     |
|  |                                                                           |

|  | Microraptor gui       |
|  |                       |
|  | Microraptor zhaoianus |
|  |                       |

|  | Cryptovolans     |
|  |                  |
|  | Graciliraptor    |
|  |                  |
|  | Sinornithosaurus |
|  |                  |

|  | Microraptor sp.                                                           |
|  |                                                                           |
|  | \| \| Microraptor gui \| \| \| \| \| \| Microraptor zhaoianus \| \| \| \| |
|  |                                                                           |
|  | Microraptor gui                                                           |
|  |                                                                           |
|  | Microraptor zhaoianus                                                     |
|  |                                                                           |

|  | Microraptor gui       |
|  |                       |
|  | Microraptor zhaoianus |
|  |                       |

|  | Cryptovolans     |
|  |                  |
|  | Graciliraptor    |
|  |                  |
|  | Sinornithosaurus |
|  |                  |

|  | Saurornitholestinae                                                  |
|  |                                                                      |
|  | \| \| Velociraptorinae \| \| \| \| \| \| Dromaeosaurinae \| \| \| \| |
|  |                                                                      |
|  | Velociraptorinae                                                     |
|  |                                                                      |
|  | Dromaeosaurinae                                                      |
|  |                                                                      |

|  | Velociraptorinae |
|  |                  |
|  | Dromaeosaurinae  |
|  |                  |

|  | Microraptor sp.                                                           |
|  |                                                                           |
|  | \| \| Microraptor gui \| \| \| \| \| \| Microraptor zhaoianus \| \| \| \| |
|  |                                                                           |
|  | Microraptor gui                                                           |
|  |                                                                           |
|  | Microraptor zhaoianus                                                     |
|  |                                                                           |

|  | Microraptor gui       |
|  |                       |
|  | Microraptor zhaoianus |
|  |                       |

|  | Cryptovolans     |
|  |                  |
|  | Graciliraptor    |
|  |                  |
|  | Sinornithosaurus |
|  |                  |

|  | Microraptor sp.                                                           |
|  |                                                                           |
|  | \| \| Microraptor gui \| \| \| \| \| \| Microraptor zhaoianus \| \| \| \| |
|  |                                                                           |
|  | Microraptor gui                                                           |
|  |                                                                           |
|  | Microraptor zhaoianus                                                     |
|  |                                                                           |

|  | Microraptor gui       |
|  |                       |
|  | Microraptor zhaoianus |
|  |                       |

|  | Cryptovolans     |
|  |                  |
|  | Graciliraptor    |
|  |                  |
|  | Sinornithosaurus |
|  |                  |

|  | Microraptor sp.                                                           |
|  |                                                                           |
|  | \| \| Microraptor gui \| \| \| \| \| \| Microraptor zhaoianus \| \| \| \| |
|  |                                                                           |
|  | Microraptor gui                                                           |
|  |                                                                           |
|  | Microraptor zhaoianus                                                     |
|  |                                                                           |

|  | Microraptor gui       |
|  |                       |
|  | Microraptor zhaoianus |
|  |                       |

|  | Cryptovolans     |
|  |                  |
|  | Graciliraptor    |
|  |                  |
|  | Sinornithosaurus |
|  |                  |

|  | Microraptor sp.                                                           |
|  |                                                                           |
|  | \| \| Microraptor gui \| \| \| \| \| \| Microraptor zhaoianus \| \| \| \| |
|  |                                                                           |
|  | Microraptor gui                                                           |
|  |                                                                           |
|  | Microraptor zhaoianus                                                     |
|  |                                                                           |

|  | Microraptor gui       |
|  |                       |
|  | Microraptor zhaoianus |
|  |                       |

|  | Cryptovolans     |
|  |                  |
|  | Graciliraptor    |
|  |                  |
|  | Sinornithosaurus |
|  |                  |

|  | Microraptor sp.                                                           |
|  |                                                                           |
|  | \| \| Microraptor gui \| \| \| \| \| \| Microraptor zhaoianus \| \| \| \| |
|  |                                                                           |
|  | Microraptor gui                                                           |
|  |                                                                           |
|  | Microraptor zhaoianus                                                     |
|  |                                                                           |

|  | Microraptor gui       |
|  |                       |
|  | Microraptor zhaoianus |
|  |                       |

|  | Cryptovolans     |
|  |                  |
|  | Graciliraptor    |
|  |                  |
|  | Sinornithosaurus |
|  |                  |

|  | Microraptor sp.                                                           |
|  |                                                                           |
|  | \| \| Microraptor gui \| \| \| \| \| \| Microraptor zhaoianus \| \| \| \| |
|  |                                                                           |
|  | Microraptor gui                                                           |
|  |                                                                           |
|  | Microraptor zhaoianus                                                     |
|  |                                                                           |

|  | Microraptor gui       |
|  |                       |
|  | Microraptor zhaoianus |
|  |                       |

|  | Cryptovolans     |
|  |                  |
|  | Graciliraptor    |
|  |                  |
|  | Sinornithosaurus |
|  |                  |

|  | Microraptor sp.                                                           |
|  |                                                                           |
|  | \| \| Microraptor gui \| \| \| \| \| \| Microraptor zhaoianus \| \| \| \| |
|  |                                                                           |
|  | Microraptor gui                                                           |
|  |                                                                           |
|  | Microraptor zhaoianus                                                     |
|  |                                                                           |

|  | Microraptor gui       |
|  |                       |
|  | Microraptor zhaoianus |
|  |                       |

|  | Cryptovolans     |
|  |                  |
|  | Graciliraptor    |
|  |                  |
|  | Sinornithosaurus |
|  |                  |

|  | Microraptor sp.                                                           |
|  |                                                                           |
|  | \| \| Microraptor gui \| \| \| \| \| \| Microraptor zhaoianus \| \| \| \| |
|  |                                                                           |
|  | Microraptor gui                                                           |
|  |                                                                           |
|  | Microraptor zhaoianus                                                     |
|  |                                                                           |

|  | Microraptor gui       |
|  |                       |
|  | Microraptor zhaoianus |
|  |                       |

|  | Cryptovolans     |
|  |                  |
|  | Graciliraptor    |
|  |                  |
|  | Sinornithosaurus |
|  |                  |

|  | Saurornitholestinae                                                  |
|  |                                                                      |
|  | \| \| Velociraptorinae \| \| \| \| \| \| Dromaeosaurinae \| \| \| \| |
|  |                                                                      |
|  | Velociraptorinae                                                     |
|  |                                                                      |
|  | Dromaeosaurinae                                                      |
|  |                                                                      |

|  | Velociraptorinae |
|  |                  |
|  | Dromaeosaurinae  |
|  |                  |

|  | Microraptor sp.                                                           |
|  |                                                                           |
|  | \| \| Microraptor gui \| \| \| \| \| \| Microraptor zhaoianus \| \| \| \| |
|  |                                                                           |
|  | Microraptor gui                                                           |
|  |                                                                           |
|  | Microraptor zhaoianus                                                     |
|  |                                                                           |

|  | Microraptor gui       |
|  |                       |
|  | Microraptor zhaoianus |
|  |                       |

|  | Cryptovolans     |
|  |                  |
|  | Graciliraptor    |
|  |                  |
|  | Sinornithosaurus |
|  |                  |

|  | Microraptor sp.                                                           |
|  |                                                                           |
|  | \| \| Microraptor gui \| \| \| \| \| \| Microraptor zhaoianus \| \| \| \| |
|  |                                                                           |
|  | Microraptor gui                                                           |
|  |                                                                           |
|  | Microraptor zhaoianus                                                     |
|  |                                                                           |

|  | Microraptor gui       |
|  |                       |
|  | Microraptor zhaoianus |
|  |                       |

|  | Cryptovolans     |
|  |                  |
|  | Graciliraptor    |
|  |                  |
|  | Sinornithosaurus |
|  |                  |

|  | Microraptor sp.                                                           |
|  |                                                                           |
|  | \| \| Microraptor gui \| \| \| \| \| \| Microraptor zhaoianus \| \| \| \| |
|  |                                                                           |
|  | Microraptor gui                                                           |
|  |                                                                           |
|  | Microraptor zhaoianus                                                     |
|  |                                                                           |

|  | Microraptor gui       |
|  |                       |
|  | Microraptor zhaoianus |
|  |                       |

|  | Cryptovolans     |
|  |                  |
|  | Graciliraptor    |
|  |                  |
|  | Sinornithosaurus |
|  |                  |

|  | Microraptor sp.                                                           |
|  |                                                                           |
|  | \| \| Microraptor gui \| \| \| \| \| \| Microraptor zhaoianus \| \| \| \| |
|  |                                                                           |
|  | Microraptor gui                                                           |
|  |                                                                           |
|  | Microraptor zhaoianus                                                     |
|  |                                                                           |

|  | Microraptor gui       |
|  |                       |
|  | Microraptor zhaoianus |
|  |                       |

|  | Cryptovolans     |
|  |                  |
|  | Graciliraptor    |
|  |                  |
|  | Sinornithosaurus |
|  |                  |

|  | Microraptor sp.                                                           |
|  |                                                                           |
|  | \| \| Microraptor gui \| \| \| \| \| \| Microraptor zhaoianus \| \| \| \| |
|  |                                                                           |
|  | Microraptor gui                                                           |
|  |                                                                           |
|  | Microraptor zhaoianus                                                     |
|  |                                                                           |

|  | Microraptor gui       |
|  |                       |
|  | Microraptor zhaoianus |
|  |                       |

|  | Cryptovolans     |
|  |                  |
|  | Graciliraptor    |
|  |                  |
|  | Sinornithosaurus |
|  |                  |

|  | Microraptor sp.                                                           |
|  |                                                                           |
|  | \| \| Microraptor gui \| \| \| \| \| \| Microraptor zhaoianus \| \| \| \| |
|  |                                                                           |
|  | Microraptor gui                                                           |
|  |                                                                           |
|  | Microraptor zhaoianus                                                     |
|  |                                                                           |

|  | Microraptor gui       |
|  |                       |
|  | Microraptor zhaoianus |
|  |                       |

|  | Cryptovolans     |
|  |                  |
|  | Graciliraptor    |
|  |                  |
|  | Sinornithosaurus |
|  |                  |

|  | Microraptor sp.                                                           |
|  |                                                                           |
|  | \| \| Microraptor gui \| \| \| \| \| \| Microraptor zhaoianus \| \| \| \| |
|  |                                                                           |
|  | Microraptor gui                                                           |
|  |                                                                           |
|  | Microraptor zhaoianus                                                     |
|  |                                                                           |

|  | Microraptor gui       |
|  |                       |
|  | Microraptor zhaoianus |
|  |                       |

|  | Cryptovolans     |
|  |                  |
|  | Graciliraptor    |
|  |                  |
|  | Sinornithosaurus |
|  |                  |

|  | Microraptor sp.                                                           |
|  |                                                                           |
|  | \| \| Microraptor gui \| \| \| \| \| \| Microraptor zhaoianus \| \| \| \| |
|  |                                                                           |
|  | Microraptor gui                                                           |
|  |                                                                           |
|  | Microraptor zhaoianus                                                     |
|  |                                                                           |

|  | Microraptor gui       |
|  |                       |
|  | Microraptor zhaoianus |
|  |                       |

|  | Cryptovolans     |
|  |                  |
|  | Graciliraptor    |
|  |                  |
|  | Sinornithosaurus |
|  |                  |

|  | Saurornitholestinae                                                  |
|  |                                                                      |
|  | \| \| Velociraptorinae \| \| \| \| \| \| Dromaeosaurinae \| \| \| \| |
|  |                                                                      |
|  | Velociraptorinae                                                     |
|  |                                                                      |
|  | Dromaeosaurinae                                                      |
|  |                                                                      |

|  | Velociraptorinae |
|  |                  |
|  | Dromaeosaurinae  |
|  |                  |

|  | Microraptor sp.                                                           |
|  |                                                                           |
|  | \| \| Microraptor gui \| \| \| \| \| \| Microraptor zhaoianus \| \| \| \| |
|  |                                                                           |
|  | Microraptor gui                                                           |
|  |                                                                           |
|  | Microraptor zhaoianus                                                     |
|  |                                                                           |

|  | Microraptor gui       |
|  |                       |
|  | Microraptor zhaoianus |
|  |                       |

|  | Cryptovolans     |
|  |                  |
|  | Graciliraptor    |
|  |                  |
|  | Sinornithosaurus |
|  |                  |

|  | Microraptor sp.                                                           |
|  |                                                                           |
|  | \| \| Microraptor gui \| \| \| \| \| \| Microraptor zhaoianus \| \| \| \| |
|  |                                                                           |
|  | Microraptor gui                                                           |
|  |                                                                           |
|  | Microraptor zhaoianus                                                     |
|  |                                                                           |

|  | Microraptor gui       |
|  |                       |
|  | Microraptor zhaoianus |
|  |                       |

|  | Cryptovolans     |
|  |                  |
|  | Graciliraptor    |
|  |                  |
|  | Sinornithosaurus |
|  |                  |

|  | Microraptor sp.                                                           |
|  |                                                                           |
|  | \| \| Microraptor gui \| \| \| \| \| \| Microraptor zhaoianus \| \| \| \| |
|  |                                                                           |
|  | Microraptor gui                                                           |
|  |                                                                           |
|  | Microraptor zhaoianus                                                     |
|  |                                                                           |

|  | Microraptor gui       |
|  |                       |
|  | Microraptor zhaoianus |
|  |                       |

|  | Cryptovolans     |
|  |                  |
|  | Graciliraptor    |
|  |                  |
|  | Sinornithosaurus |
|  |                  |

|  | Microraptor sp.                                                           |
|  |                                                                           |
|  | \| \| Microraptor gui \| \| \| \| \| \| Microraptor zhaoianus \| \| \| \| |
|  |                                                                           |
|  | Microraptor gui                                                           |
|  |                                                                           |
|  | Microraptor zhaoianus                                                     |
|  |                                                                           |

|  | Microraptor gui       |
|  |                       |
|  | Microraptor zhaoianus |
|  |                       |

|  | Cryptovolans     |
|  |                  |
|  | Graciliraptor    |
|  |                  |
|  | Sinornithosaurus |
|  |                  |

|  | Microraptor sp.                                                           |
|  |                                                                           |
|  | \| \| Microraptor gui \| \| \| \| \| \| Microraptor zhaoianus \| \| \| \| |
|  |                                                                           |
|  | Microraptor gui                                                           |
|  |                                                                           |
|  | Microraptor zhaoianus                                                     |
|  |                                                                           |

|  | Microraptor gui       |
|  |                       |
|  | Microraptor zhaoianus |
|  |                       |

|  | Cryptovolans     |
|  |                  |
|  | Graciliraptor    |
|  |                  |
|  | Sinornithosaurus |
|  |                  |

|  | Microraptor sp.                                                           |
|  |                                                                           |
|  | \| \| Microraptor gui \| \| \| \| \| \| Microraptor zhaoianus \| \| \| \| |
|  |                                                                           |
|  | Microraptor gui                                                           |
|  |                                                                           |
|  | Microraptor zhaoianus                                                     |
|  |                                                                           |

|  | Microraptor gui       |
|  |                       |
|  | Microraptor zhaoianus |
|  |                       |

|  | Cryptovolans     |
|  |                  |
|  | Graciliraptor    |
|  |                  |
|  | Sinornithosaurus |
|  |                  |

|  | Microraptor sp.                                                           |
|  |                                                                           |
|  | \| \| Microraptor gui \| \| \| \| \| \| Microraptor zhaoianus \| \| \| \| |
|  |                                                                           |
|  | Microraptor gui                                                           |
|  |                                                                           |
|  | Microraptor zhaoianus                                                     |
|  |                                                                           |

|  | Microraptor gui       |
|  |                       |
|  | Microraptor zhaoianus |
|  |                       |

|  | Cryptovolans     |
|  |                  |
|  | Graciliraptor    |
|  |                  |
|  | Sinornithosaurus |
|  |                  |

|  | Microraptor sp.                                                           |
|  |                                                                           |
|  | \| \| Microraptor gui \| \| \| \| \| \| Microraptor zhaoianus \| \| \| \| |
|  |                                                                           |
|  | Microraptor gui                                                           |
|  |                                                                           |
|  | Microraptor zhaoianus                                                     |
|  |                                                                           |

|  | Microraptor gui       |
|  |                       |
|  | Microraptor zhaoianus |
|  |                       |

|  | Cryptovolans     |
|  |                  |
|  | Graciliraptor    |
|  |                  |
|  | Sinornithosaurus |
|  |                  |

|  | Saurornitholestinae                                                  |
|  |                                                                      |
|  | \| \| Velociraptorinae \| \| \| \| \| \| Dromaeosaurinae \| \| \| \| |
|  |                                                                      |
|  | Velociraptorinae                                                     |
|  |                                                                      |
|  | Dromaeosaurinae                                                      |
|  |                                                                      |

|  | Velociraptorinae |
|  |                  |
|  | Dromaeosaurinae  |
|  |                  |

|  | Microraptor sp.                                                           |
|  |                                                                           |
|  | \| \| Microraptor gui \| \| \| \| \| \| Microraptor zhaoianus \| \| \| \| |
|  |                                                                           |
|  | Microraptor gui                                                           |
|  |                                                                           |
|  | Microraptor zhaoianus                                                     |
|  |                                                                           |

|  | Microraptor gui       |
|  |                       |
|  | Microraptor zhaoianus |
|  |                       |

|  | Cryptovolans     |
|  |                  |
|  | Graciliraptor    |
|  |                  |
|  | Sinornithosaurus |
|  |                  |

|  | Microraptor sp.                                                           |
|  |                                                                           |
|  | \| \| Microraptor gui \| \| \| \| \| \| Microraptor zhaoianus \| \| \| \| |
|  |                                                                           |
|  | Microraptor gui                                                           |
|  |                                                                           |
|  | Microraptor zhaoianus                                                     |
|  |                                                                           |

|  | Microraptor gui       |
|  |                       |
|  | Microraptor zhaoianus |
|  |                       |

|  | Cryptovolans     |
|  |                  |
|  | Graciliraptor    |
|  |                  |
|  | Sinornithosaurus |
|  |                  |

|  | Microraptor sp.                                                           |
|  |                                                                           |
|  | \| \| Microraptor gui \| \| \| \| \| \| Microraptor zhaoianus \| \| \| \| |
|  |                                                                           |
|  | Microraptor gui                                                           |
|  |                                                                           |
|  | Microraptor zhaoianus                                                     |
|  |                                                                           |

|  | Microraptor gui       |
|  |                       |
|  | Microraptor zhaoianus |
|  |                       |

|  | Cryptovolans     |
|  |                  |
|  | Graciliraptor    |
|  |                  |
|  | Sinornithosaurus |
|  |                  |

|  | Microraptor sp.                                                           |
|  |                                                                           |
|  | \| \| Microraptor gui \| \| \| \| \| \| Microraptor zhaoianus \| \| \| \| |
|  |                                                                           |
|  | Microraptor gui                                                           |
|  |                                                                           |
|  | Microraptor zhaoianus                                                     |
|  |                                                                           |

|  | Microraptor gui       |
|  |                       |
|  | Microraptor zhaoianus |
|  |                       |

|  | Cryptovolans     |
|  |                  |
|  | Graciliraptor    |
|  |                  |
|  | Sinornithosaurus |
|  |                  |

|  | Microraptor sp.                                                           |
|  |                                                                           |
|  | \| \| Microraptor gui \| \| \| \| \| \| Microraptor zhaoianus \| \| \| \| |
|  |                                                                           |
|  | Microraptor gui                                                           |
|  |                                                                           |
|  | Microraptor zhaoianus                                                     |
|  |                                                                           |

|  | Microraptor gui       |
|  |                       |
|  | Microraptor zhaoianus |
|  |                       |

|  | Cryptovolans     |
|  |                  |
|  | Graciliraptor    |
|  |                  |
|  | Sinornithosaurus |
|  |                  |

|  | Microraptor sp.                                                           |
|  |                                                                           |
|  | \| \| Microraptor gui \| \| \| \| \| \| Microraptor zhaoianus \| \| \| \| |
|  |                                                                           |
|  | Microraptor gui                                                           |
|  |                                                                           |
|  | Microraptor zhaoianus                                                     |
|  |                                                                           |

|  | Microraptor gui       |
|  |                       |
|  | Microraptor zhaoianus |
|  |                       |

|  | Cryptovolans     |
|  |                  |
|  | Graciliraptor    |
|  |                  |
|  | Sinornithosaurus |
|  |                  |

|  | Microraptor sp.                                                           |
|  |                                                                           |
|  | \| \| Microraptor gui \| \| \| \| \| \| Microraptor zhaoianus \| \| \| \| |
|  |                                                                           |
|  | Microraptor gui                                                           |
|  |                                                                           |
|  | Microraptor zhaoianus                                                     |
|  |                                                                           |

|  | Microraptor gui       |
|  |                       |
|  | Microraptor zhaoianus |
|  |                       |

|  | Cryptovolans     |
|  |                  |
|  | Graciliraptor    |
|  |                  |
|  | Sinornithosaurus |
|  |                  |

|  | Microraptor sp.                                                           |
|  |                                                                           |
|  | \| \| Microraptor gui \| \| \| \| \| \| Microraptor zhaoianus \| \| \| \| |
|  |                                                                           |
|  | Microraptor gui                                                           |
|  |                                                                           |
|  | Microraptor zhaoianus                                                     |
|  |                                                                           |

|  | Microraptor gui       |
|  |                       |
|  | Microraptor zhaoianus |
|  |                       |

|  | Cryptovolans     |
|  |                  |
|  | Graciliraptor    |
|  |                  |
|  | Sinornithosaurus |
|  |                  |

|  | Saurornitholestinae                                                  |
|  |                                                                      |
|  | \| \| Velociraptorinae \| \| \| \| \| \| Dromaeosaurinae \| \| \| \| |
|  |                                                                      |
|  | Velociraptorinae                                                     |
|  |                                                                      |
|  | Dromaeosaurinae                                                      |
|  |                                                                      |

|  | Velociraptorinae |
|  |                  |
|  | Dromaeosaurinae  |
|  |                  |

|  | Microraptor sp.                                                           |
|  |                                                                           |
|  | \| \| Microraptor gui \| \| \| \| \| \| Microraptor zhaoianus \| \| \| \| |
|  |                                                                           |
|  | Microraptor gui                                                           |
|  |                                                                           |
|  | Microraptor zhaoianus                                                     |
|  |                                                                           |

|  | Microraptor gui       |
|  |                       |
|  | Microraptor zhaoianus |
|  |                       |

|  | Cryptovolans     |
|  |                  |
|  | Graciliraptor    |
|  |                  |
|  | Sinornithosaurus |
|  |                  |

|  | Microraptor sp.                                                           |
|  |                                                                           |
|  | \| \| Microraptor gui \| \| \| \| \| \| Microraptor zhaoianus \| \| \| \| |
|  |                                                                           |
|  | Microraptor gui                                                           |
|  |                                                                           |
|  | Microraptor zhaoianus                                                     |
|  |                                                                           |

|  | Microraptor gui       |
|  |                       |
|  | Microraptor zhaoianus |
|  |                       |

|  | Cryptovolans     |
|  |                  |
|  | Graciliraptor    |
|  |                  |
|  | Sinornithosaurus |
|  |                  |

|  | Microraptor sp.                                                           |
|  |                                                                           |
|  | \| \| Microraptor gui \| \| \| \| \| \| Microraptor zhaoianus \| \| \| \| |
|  |                                                                           |
|  | Microraptor gui                                                           |
|  |                                                                           |
|  | Microraptor zhaoianus                                                     |
|  |                                                                           |

|  | Microraptor gui       |
|  |                       |
|  | Microraptor zhaoianus |
|  |                       |

|  | Cryptovolans     |
|  |                  |
|  | Graciliraptor    |
|  |                  |
|  | Sinornithosaurus |
|  |                  |

|  | Microraptor sp.                                                           |
|  |                                                                           |
|  | \| \| Microraptor gui \| \| \| \| \| \| Microraptor zhaoianus \| \| \| \| |
|  |                                                                           |
|  | Microraptor gui                                                           |
|  |                                                                           |
|  | Microraptor zhaoianus                                                     |
|  |                                                                           |

|  | Microraptor gui       |
|  |                       |
|  | Microraptor zhaoianus |
|  |                       |

|  | Cryptovolans     |
|  |                  |
|  | Graciliraptor    |
|  |                  |
|  | Sinornithosaurus |
|  |                  |

|  | Microraptor sp.                                                           |
|  |                                                                           |
|  | \| \| Microraptor gui \| \| \| \| \| \| Microraptor zhaoianus \| \| \| \| |
|  |                                                                           |
|  | Microraptor gui                                                           |
|  |                                                                           |
|  | Microraptor zhaoianus                                                     |
|  |                                                                           |

|  | Microraptor gui       |
|  |                       |
|  | Microraptor zhaoianus |
|  |                       |

|  | Cryptovolans     |
|  |                  |
|  | Graciliraptor    |
|  |                  |
|  | Sinornithosaurus |
|  |                  |

|  | Microraptor sp.                                                           |
|  |                                                                           |
|  | \| \| Microraptor gui \| \| \| \| \| \| Microraptor zhaoianus \| \| \| \| |
|  |                                                                           |
|  | Microraptor gui                                                           |
|  |                                                                           |
|  | Microraptor zhaoianus                                                     |
|  |                                                                           |

|  | Microraptor gui       |
|  |                       |
|  | Microraptor zhaoianus |
|  |                       |

|  | Cryptovolans     |
|  |                  |
|  | Graciliraptor    |
|  |                  |
|  | Sinornithosaurus |
|  |                  |

|  | Microraptor sp.                                                           |
|  |                                                                           |
|  | \| \| Microraptor gui \| \| \| \| \| \| Microraptor zhaoianus \| \| \| \| |
|  |                                                                           |
|  | Microraptor gui                                                           |
|  |                                                                           |
|  | Microraptor zhaoianus                                                     |
|  |                                                                           |

|  | Microraptor gui       |
|  |                       |
|  | Microraptor zhaoianus |
|  |                       |

|  | Cryptovolans     |
|  |                  |
|  | Graciliraptor    |
|  |                  |
|  | Sinornithosaurus |
|  |                  |

|  | Microraptor sp.                                                           |
|  |                                                                           |
|  | \| \| Microraptor gui \| \| \| \| \| \| Microraptor zhaoianus \| \| \| \| |
|  |                                                                           |
|  | Microraptor gui                                                           |
|  |                                                                           |
|  | Microraptor zhaoianus                                                     |
|  |                                                                           |

|  | Microraptor gui       |
|  |                       |
|  | Microraptor zhaoianus |
|  |                       |

|  | Cryptovolans     |
|  |                  |
|  | Graciliraptor    |
|  |                  |
|  | Sinornithosaurus |
|  |                  |

|  | Saurornitholestinae                                                  |
|  |                                                                      |
|  | \| \| Velociraptorinae \| \| \| \| \| \| Dromaeosaurinae \| \| \| \| |
|  |                                                                      |
|  | Velociraptorinae                                                     |
|  |                                                                      |
|  | Dromaeosaurinae                                                      |
|  |                                                                      |

|  | Velociraptorinae |
|  |                  |
|  | Dromaeosaurinae  |
|  |                  |

|  | Microraptor sp.                                                           |
|  |                                                                           |
|  | \| \| Microraptor gui \| \| \| \| \| \| Microraptor zhaoianus \| \| \| \| |
|  |                                                                           |
|  | Microraptor gui                                                           |
|  |                                                                           |
|  | Microraptor zhaoianus                                                     |
|  |                                                                           |

|  | Microraptor gui       |
|  |                       |
|  | Microraptor zhaoianus |
|  |                       |

|  | Cryptovolans     |
|  |                  |
|  | Graciliraptor    |
|  |                  |
|  | Sinornithosaurus |
|  |                  |

|  | Microraptor sp.                                                           |
|  |                                                                           |
|  | \| \| Microraptor gui \| \| \| \| \| \| Microraptor zhaoianus \| \| \| \| |
|  |                                                                           |
|  | Microraptor gui                                                           |
|  |                                                                           |
|  | Microraptor zhaoianus                                                     |
|  |                                                                           |

|  | Microraptor gui       |
|  |                       |
|  | Microraptor zhaoianus |
|  |                       |

|  | Cryptovolans     |
|  |                  |
|  | Graciliraptor    |
|  |                  |
|  | Sinornithosaurus |
|  |                  |

|  | Microraptor sp.                                                           |
|  |                                                                           |
|  | \| \| Microraptor gui \| \| \| \| \| \| Microraptor zhaoianus \| \| \| \| |
|  |                                                                           |
|  | Microraptor gui                                                           |
|  |                                                                           |
|  | Microraptor zhaoianus                                                     |
|  |                                                                           |

|  | Microraptor gui       |
|  |                       |
|  | Microraptor zhaoianus |
|  |                       |

|  | Cryptovolans     |
|  |                  |
|  | Graciliraptor    |
|  |                  |
|  | Sinornithosaurus |
|  |                  |

|  | Microraptor sp.                                                           |
|  |                                                                           |
|  | \| \| Microraptor gui \| \| \| \| \| \| Microraptor zhaoianus \| \| \| \| |
|  |                                                                           |
|  | Microraptor gui                                                           |
|  |                                                                           |
|  | Microraptor zhaoianus                                                     |
|  |                                                                           |

|  | Microraptor gui       |
|  |                       |
|  | Microraptor zhaoianus |
|  |                       |

|  | Cryptovolans     |
|  |                  |
|  | Graciliraptor    |
|  |                  |
|  | Sinornithosaurus |
|  |                  |

|  | Microraptor sp.                                                           |
|  |                                                                           |
|  | \| \| Microraptor gui \| \| \| \| \| \| Microraptor zhaoianus \| \| \| \| |
|  |                                                                           |
|  | Microraptor gui                                                           |
|  |                                                                           |
|  | Microraptor zhaoianus                                                     |
|  |                                                                           |

|  | Microraptor gui       |
|  |                       |
|  | Microraptor zhaoianus |
|  |                       |

|  | Cryptovolans     |
|  |                  |
|  | Graciliraptor    |
|  |                  |
|  | Sinornithosaurus |
|  |                  |

|  | Microraptor sp.                                                           |
|  |                                                                           |
|  | \| \| Microraptor gui \| \| \| \| \| \| Microraptor zhaoianus \| \| \| \| |
|  |                                                                           |
|  | Microraptor gui                                                           |
|  |                                                                           |
|  | Microraptor zhaoianus                                                     |
|  |                                                                           |

|  | Microraptor gui       |
|  |                       |
|  | Microraptor zhaoianus |
|  |                       |

|  | Cryptovolans     |
|  |                  |
|  | Graciliraptor    |
|  |                  |
|  | Sinornithosaurus |
|  |                  |

|  | Microraptor sp.                                                           |
|  |                                                                           |
|  | \| \| Microraptor gui \| \| \| \| \| \| Microraptor zhaoianus \| \| \| \| |
|  |                                                                           |
|  | Microraptor gui                                                           |
|  |                                                                           |
|  | Microraptor zhaoianus                                                     |
|  |                                                                           |

|  | Microraptor gui       |
|  |                       |
|  | Microraptor zhaoianus |
|  |                       |

|  | Cryptovolans     |
|  |                  |
|  | Graciliraptor    |
|  |                  |
|  | Sinornithosaurus |
|  |                  |

|  | Microraptor sp.                                                           |
|  |                                                                           |
|  | \| \| Microraptor gui \| \| \| \| \| \| Microraptor zhaoianus \| \| \| \| |
|  |                                                                           |
|  | Microraptor gui                                                           |
|  |                                                                           |
|  | Microraptor zhaoianus                                                     |
|  |                                                                           |

|  | Microraptor gui       |
|  |                       |
|  | Microraptor zhaoianus |
|  |                       |

|  | Cryptovolans     |
|  |                  |
|  | Graciliraptor    |
|  |                  |
|  | Sinornithosaurus |
|  |                  |

|  | Saurornitholestinae                                                  |
|  |                                                                      |
|  | \| \| Velociraptorinae \| \| \| \| \| \| Dromaeosaurinae \| \| \| \| |
|  |                                                                      |
|  | Velociraptorinae                                                     |
|  |                                                                      |
|  | Dromaeosaurinae                                                      |
|  |                                                                      |

|  | Velociraptorinae |
|  |                  |
|  | Dromaeosaurinae  |
|  |                  |

|  | Microraptor sp.                                                           |
|  |                                                                           |
|  | \| \| Microraptor gui \| \| \| \| \| \| Microraptor zhaoianus \| \| \| \| |
|  |                                                                           |
|  | Microraptor gui                                                           |
|  |                                                                           |
|  | Microraptor zhaoianus                                                     |
|  |                                                                           |

|  | Microraptor gui       |
|  |                       |
|  | Microraptor zhaoianus |
|  |                       |

|  | Cryptovolans     |
|  |                  |
|  | Graciliraptor    |
|  |                  |
|  | Sinornithosaurus |
|  |                  |

|  | Microraptor sp.                                                           |
|  |                                                                           |
|  | \| \| Microraptor gui \| \| \| \| \| \| Microraptor zhaoianus \| \| \| \| |
|  |                                                                           |
|  | Microraptor gui                                                           |
|  |                                                                           |
|  | Microraptor zhaoianus                                                     |
|  |                                                                           |

|  | Microraptor gui       |
|  |                       |
|  | Microraptor zhaoianus |
|  |                       |

|  | Cryptovolans     |
|  |                  |
|  | Graciliraptor    |
|  |                  |
|  | Sinornithosaurus |
|  |                  |

|  | Microraptor sp.                                                           |
|  |                                                                           |
|  | \| \| Microraptor gui \| \| \| \| \| \| Microraptor zhaoianus \| \| \| \| |
|  |                                                                           |
|  | Microraptor gui                                                           |
|  |                                                                           |
|  | Microraptor zhaoianus                                                     |
|  |                                                                           |

|  | Microraptor gui       |
|  |                       |
|  | Microraptor zhaoianus |
|  |                       |

|  | Cryptovolans     |
|  |                  |
|  | Graciliraptor    |
|  |                  |
|  | Sinornithosaurus |
|  |                  |

|  | Microraptor sp.                                                           |
|  |                                                                           |
|  | \| \| Microraptor gui \| \| \| \| \| \| Microraptor zhaoianus \| \| \| \| |
|  |                                                                           |
|  | Microraptor gui                                                           |
|  |                                                                           |
|  | Microraptor zhaoianus                                                     |
|  |                                                                           |

|  | Microraptor gui       |
|  |                       |
|  | Microraptor zhaoianus |
|  |                       |

|  | Cryptovolans     |
|  |                  |
|  | Graciliraptor    |
|  |                  |
|  | Sinornithosaurus |
|  |                  |

|  | Microraptor sp.                                                           |
|  |                                                                           |
|  | \| \| Microraptor gui \| \| \| \| \| \| Microraptor zhaoianus \| \| \| \| |
|  |                                                                           |
|  | Microraptor gui                                                           |
|  |                                                                           |
|  | Microraptor zhaoianus                                                     |
|  |                                                                           |

|  | Microraptor gui       |
|  |                       |
|  | Microraptor zhaoianus |
|  |                       |

|  | Cryptovolans     |
|  |                  |
|  | Graciliraptor    |
|  |                  |
|  | Sinornithosaurus |
|  |                  |

|  | Microraptor sp.                                                           |
|  |                                                                           |
|  | \| \| Microraptor gui \| \| \| \| \| \| Microraptor zhaoianus \| \| \| \| |
|  |                                                                           |
|  | Microraptor gui                                                           |
|  |                                                                           |
|  | Microraptor zhaoianus                                                     |
|  |                                                                           |

|  | Microraptor gui       |
|  |                       |
|  | Microraptor zhaoianus |
|  |                       |

|  | Cryptovolans     |
|  |                  |
|  | Graciliraptor    |
|  |                  |
|  | Sinornithosaurus |
|  |                  |

|  | Microraptor sp.                                                           |
|  |                                                                           |
|  | \| \| Microraptor gui \| \| \| \| \| \| Microraptor zhaoianus \| \| \| \| |
|  |                                                                           |
|  | Microraptor gui                                                           |
|  |                                                                           |
|  | Microraptor zhaoianus                                                     |
|  |                                                                           |

|  | Microraptor gui       |
|  |                       |
|  | Microraptor zhaoianus |
|  |                       |

|  | Cryptovolans     |
|  |                  |
|  | Graciliraptor    |
|  |                  |
|  | Sinornithosaurus |
|  |                  |

|  | Microraptor sp.                                                           |
|  |                                                                           |
|  | \| \| Microraptor gui \| \| \| \| \| \| Microraptor zhaoianus \| \| \| \| |
|  |                                                                           |
|  | Microraptor gui                                                           |
|  |                                                                           |
|  | Microraptor zhaoianus                                                     |
|  |                                                                           |

|  | Microraptor gui       |
|  |                       |
|  | Microraptor zhaoianus |
|  |                       |

|  | Cryptovolans     |
|  |                  |
|  | Graciliraptor    |
|  |                  |
|  | Sinornithosaurus |
|  |                  |

|  | Saurornitholestinae                                                  |
|  |                                                                      |
|  | \| \| Velociraptorinae \| \| \| \| \| \| Dromaeosaurinae \| \| \| \| |
|  |                                                                      |
|  | Velociraptorinae                                                     |
|  |                                                                      |
|  | Dromaeosaurinae                                                      |
|  |                                                                      |

|  | Velociraptorinae |
|  |                  |
|  | Dromaeosaurinae  |
|  |                  |

|  | Microraptor sp.                                                           |
|  |                                                                           |
|  | \| \| Microraptor gui \| \| \| \| \| \| Microraptor zhaoianus \| \| \| \| |
|  |                                                                           |
|  | Microraptor gui                                                           |
|  |                                                                           |
|  | Microraptor zhaoianus                                                     |
|  |                                                                           |

|  | Microraptor gui       |
|  |                       |
|  | Microraptor zhaoianus |
|  |                       |

|  | Cryptovolans     |
|  |                  |
|  | Graciliraptor    |
|  |                  |
|  | Sinornithosaurus |
|  |                  |

|  | Microraptor sp.                                                           |
|  |                                                                           |
|  | \| \| Microraptor gui \| \| \| \| \| \| Microraptor zhaoianus \| \| \| \| |
|  |                                                                           |
|  | Microraptor gui                                                           |
|  |                                                                           |
|  | Microraptor zhaoianus                                                     |
|  |                                                                           |

|  | Microraptor gui       |
|  |                       |
|  | Microraptor zhaoianus |
|  |                       |

|  | Cryptovolans     |
|  |                  |
|  | Graciliraptor    |
|  |                  |
|  | Sinornithosaurus |
|  |                  |

|  | Microraptor sp.                                                           |
|  |                                                                           |
|  | \| \| Microraptor gui \| \| \| \| \| \| Microraptor zhaoianus \| \| \| \| |
|  |                                                                           |
|  | Microraptor gui                                                           |
|  |                                                                           |
|  | Microraptor zhaoianus                                                     |
|  |                                                                           |

|  | Microraptor gui       |
|  |                       |
|  | Microraptor zhaoianus |
|  |                       |

|  | Cryptovolans     |
|  |                  |
|  | Graciliraptor    |
|  |                  |
|  | Sinornithosaurus |
|  |                  |

|  | Microraptor sp.                                                           |
|  |                                                                           |
|  | \| \| Microraptor gui \| \| \| \| \| \| Microraptor zhaoianus \| \| \| \| |
|  |                                                                           |
|  | Microraptor gui                                                           |
|  |                                                                           |
|  | Microraptor zhaoianus                                                     |
|  |                                                                           |

|  | Microraptor gui       |
|  |                       |
|  | Microraptor zhaoianus |
|  |                       |

|  | Cryptovolans     |
|  |                  |
|  | Graciliraptor    |
|  |                  |
|  | Sinornithosaurus |
|  |                  |

|  | Microraptor sp.                                                           |
|  |                                                                           |
|  | \| \| Microraptor gui \| \| \| \| \| \| Microraptor zhaoianus \| \| \| \| |
|  |                                                                           |
|  | Microraptor gui                                                           |
|  |                                                                           |
|  | Microraptor zhaoianus                                                     |
|  |                                                                           |

|  | Microraptor gui       |
|  |                       |
|  | Microraptor zhaoianus |
|  |                       |

|  | Cryptovolans     |
|  |                  |
|  | Graciliraptor    |
|  |                  |
|  | Sinornithosaurus |
|  |                  |

|  | Microraptor sp.                                                           |
|  |                                                                           |
|  | \| \| Microraptor gui \| \| \| \| \| \| Microraptor zhaoianus \| \| \| \| |
|  |                                                                           |
|  | Microraptor gui                                                           |
|  |                                                                           |
|  | Microraptor zhaoianus                                                     |
|  |                                                                           |

|  | Microraptor gui       |
|  |                       |
|  | Microraptor zhaoianus |
|  |                       |

|  | Cryptovolans     |
|  |                  |
|  | Graciliraptor    |
|  |                  |
|  | Sinornithosaurus |
|  |                  |

|  | Microraptor sp.                                                           |
|  |                                                                           |
|  | \| \| Microraptor gui \| \| \| \| \| \| Microraptor zhaoianus \| \| \| \| |
|  |                                                                           |
|  | Microraptor gui                                                           |
|  |                                                                           |
|  | Microraptor zhaoianus                                                     |
|  |                                                                           |

|  | Microraptor gui       |
|  |                       |
|  | Microraptor zhaoianus |
|  |                       |

|  | Cryptovolans     |
|  |                  |
|  | Graciliraptor    |
|  |                  |
|  | Sinornithosaurus |
|  |                  |

|  | Microraptor sp.                                                           |
|  |                                                                           |
|  | \| \| Microraptor gui \| \| \| \| \| \| Microraptor zhaoianus \| \| \| \| |
|  |                                                                           |
|  | Microraptor gui                                                           |
|  |                                                                           |
|  | Microraptor zhaoianus                                                     |
|  |                                                                           |

|  | Microraptor gui       |
|  |                       |
|  | Microraptor zhaoianus |
|  |                       |

|  | Cryptovolans     |
|  |                  |
|  | Graciliraptor    |
|  |                  |
|  | Sinornithosaurus |
|  |                  |

|  | Saurornitholestinae                                                  |
|  |                                                                      |
|  | \| \| Velociraptorinae \| \| \| \| \| \| Dromaeosaurinae \| \| \| \| |
|  |                                                                      |
|  | Velociraptorinae                                                     |
|  |                                                                      |
|  | Dromaeosaurinae                                                      |
|  |                                                                      |

|  | Velociraptorinae |
|  |                  |
|  | Dromaeosaurinae  |
|  |                  |

|  | Microraptor sp.                                                           |
|  |                                                                           |
|  | \| \| Microraptor gui \| \| \| \| \| \| Microraptor zhaoianus \| \| \| \| |
|  |                                                                           |
|  | Microraptor gui                                                           |
|  |                                                                           |
|  | Microraptor zhaoianus                                                     |
|  |                                                                           |

|  | Microraptor gui       |
|  |                       |
|  | Microraptor zhaoianus |
|  |                       |

|  | Cryptovolans     |
|  |                  |
|  | Graciliraptor    |
|  |                  |
|  | Sinornithosaurus |
|  |                  |

|  | Microraptor sp.                                                           |
|  |                                                                           |
|  | \| \| Microraptor gui \| \| \| \| \| \| Microraptor zhaoianus \| \| \| \| |
|  |                                                                           |
|  | Microraptor gui                                                           |
|  |                                                                           |
|  | Microraptor zhaoianus                                                     |
|  |                                                                           |

|  | Microraptor gui       |
|  |                       |
|  | Microraptor zhaoianus |
|  |                       |

|  | Cryptovolans     |
|  |                  |
|  | Graciliraptor    |
|  |                  |
|  | Sinornithosaurus |
|  |                  |

|  | Microraptor sp.                                                           |
|  |                                                                           |
|  | \| \| Microraptor gui \| \| \| \| \| \| Microraptor zhaoianus \| \| \| \| |
|  |                                                                           |
|  | Microraptor gui                                                           |
|  |                                                                           |
|  | Microraptor zhaoianus                                                     |
|  |                                                                           |

|  | Microraptor gui       |
|  |                       |
|  | Microraptor zhaoianus |
|  |                       |

|  | Cryptovolans     |
|  |                  |
|  | Graciliraptor    |
|  |                  |
|  | Sinornithosaurus |
|  |                  |

|  | Microraptor sp.                                                           |
|  |                                                                           |
|  | \| \| Microraptor gui \| \| \| \| \| \| Microraptor zhaoianus \| \| \| \| |
|  |                                                                           |
|  | Microraptor gui                                                           |
|  |                                                                           |
|  | Microraptor zhaoianus                                                     |
|  |                                                                           |

|  | Microraptor gui       |
|  |                       |
|  | Microraptor zhaoianus |
|  |                       |

|  | Cryptovolans     |
|  |                  |
|  | Graciliraptor    |
|  |                  |
|  | Sinornithosaurus |
|  |                  |

|  | Microraptor sp.                                                           |
|  |                                                                           |
|  | \| \| Microraptor gui \| \| \| \| \| \| Microraptor zhaoianus \| \| \| \| |
|  |                                                                           |
|  | Microraptor gui                                                           |
|  |                                                                           |
|  | Microraptor zhaoianus                                                     |
|  |                                                                           |

|  | Microraptor gui       |
|  |                       |
|  | Microraptor zhaoianus |
|  |                       |

|  | Cryptovolans     |
|  |                  |
|  | Graciliraptor    |
|  |                  |
|  | Sinornithosaurus |
|  |                  |

|  | Microraptor sp.                                                           |
|  |                                                                           |
|  | \| \| Microraptor gui \| \| \| \| \| \| Microraptor zhaoianus \| \| \| \| |
|  |                                                                           |
|  | Microraptor gui                                                           |
|  |                                                                           |
|  | Microraptor zhaoianus                                                     |
|  |                                                                           |

|  | Microraptor gui       |
|  |                       |
|  | Microraptor zhaoianus |
|  |                       |

|  | Cryptovolans     |
|  |                  |
|  | Graciliraptor    |
|  |                  |
|  | Sinornithosaurus |
|  |                  |

|  | Microraptor sp.                                                           |
|  |                                                                           |
|  | \| \| Microraptor gui \| \| \| \| \| \| Microraptor zhaoianus \| \| \| \| |
|  |                                                                           |
|  | Microraptor gui                                                           |
|  |                                                                           |
|  | Microraptor zhaoianus                                                     |
|  |                                                                           |

|  | Microraptor gui       |
|  |                       |
|  | Microraptor zhaoianus |
|  |                       |

|  | Cryptovolans     |
|  |                  |
|  | Graciliraptor    |
|  |                  |
|  | Sinornithosaurus |
|  |                  |

|  | Microraptor sp.                                                           |
|  |                                                                           |
|  | \| \| Microraptor gui \| \| \| \| \| \| Microraptor zhaoianus \| \| \| \| |
|  |                                                                           |
|  | Microraptor gui                                                           |
|  |                                                                           |
|  | Microraptor zhaoianus                                                     |
|  |                                                                           |

|  | Microraptor gui       |
|  |                       |
|  | Microraptor zhaoianus |
|  |                       |

|  | Cryptovolans     |
|  |                  |
|  | Graciliraptor    |
|  |                  |
|  | Sinornithosaurus |
|  |                  |

|  | Saurornitholestinae                                                  |
|  |                                                                      |
|  | \| \| Velociraptorinae \| \| \| \| \| \| Dromaeosaurinae \| \| \| \| |
|  |                                                                      |
|  | Velociraptorinae                                                     |
|  |                                                                      |
|  | Dromaeosaurinae                                                      |
|  |                                                                      |

|  | Velociraptorinae |
|  |                  |
|  | Dromaeosaurinae  |
|  |                  |

|  | Microraptor sp.                                                           |
|  |                                                                           |
|  | \| \| Microraptor gui \| \| \| \| \| \| Microraptor zhaoianus \| \| \| \| |
|  |                                                                           |
|  | Microraptor gui                                                           |
|  |                                                                           |
|  | Microraptor zhaoianus                                                     |
|  |                                                                           |

|  | Microraptor gui       |
|  |                       |
|  | Microraptor zhaoianus |
|  |                       |

|  | Cryptovolans     |
|  |                  |
|  | Graciliraptor    |
|  |                  |
|  | Sinornithosaurus |
|  |                  |

|  | Microraptor sp.                                                           |
|  |                                                                           |
|  | \| \| Microraptor gui \| \| \| \| \| \| Microraptor zhaoianus \| \| \| \| |
|  |                                                                           |
|  | Microraptor gui                                                           |
|  |                                                                           |
|  | Microraptor zhaoianus                                                     |
|  |                                                                           |

|  | Microraptor gui       |
|  |                       |
|  | Microraptor zhaoianus |
|  |                       |

|  | Cryptovolans     |
|  |                  |
|  | Graciliraptor    |
|  |                  |
|  | Sinornithosaurus |
|  |                  |

|  | Microraptor sp.                                                           |
|  |                                                                           |
|  | \| \| Microraptor gui \| \| \| \| \| \| Microraptor zhaoianus \| \| \| \| |
|  |                                                                           |
|  | Microraptor gui                                                           |
|  |                                                                           |
|  | Microraptor zhaoianus                                                     |
|  |                                                                           |

|  | Microraptor gui       |
|  |                       |
|  | Microraptor zhaoianus |
|  |                       |

|  | Cryptovolans     |
|  |                  |
|  | Graciliraptor    |
|  |                  |
|  | Sinornithosaurus |
|  |                  |

|  | Microraptor sp.                                                           |
|  |                                                                           |
|  | \| \| Microraptor gui \| \| \| \| \| \| Microraptor zhaoianus \| \| \| \| |
|  |                                                                           |
|  | Microraptor gui                                                           |
|  |                                                                           |
|  | Microraptor zhaoianus                                                     |
|  |                                                                           |

|  | Microraptor gui       |
|  |                       |
|  | Microraptor zhaoianus |
|  |                       |

|  | Cryptovolans     |
|  |                  |
|  | Graciliraptor    |
|  |                  |
|  | Sinornithosaurus |
|  |                  |

|  | Microraptor sp.                                                           |
|  |                                                                           |
|  | \| \| Microraptor gui \| \| \| \| \| \| Microraptor zhaoianus \| \| \| \| |
|  |                                                                           |
|  | Microraptor gui                                                           |
|  |                                                                           |
|  | Microraptor zhaoianus                                                     |
|  |                                                                           |

|  | Microraptor gui       |
|  |                       |
|  | Microraptor zhaoianus |
|  |                       |

|  | Cryptovolans     |
|  |                  |
|  | Graciliraptor    |
|  |                  |
|  | Sinornithosaurus |
|  |                  |

|  | Microraptor sp.                                                           |
|  |                                                                           |
|  | \| \| Microraptor gui \| \| \| \| \| \| Microraptor zhaoianus \| \| \| \| |
|  |                                                                           |
|  | Microraptor gui                                                           |
|  |                                                                           |
|  | Microraptor zhaoianus                                                     |
|  |                                                                           |

|  | Microraptor gui       |
|  |                       |
|  | Microraptor zhaoianus |
|  |                       |

|  | Cryptovolans     |
|  |                  |
|  | Graciliraptor    |
|  |                  |
|  | Sinornithosaurus |
|  |                  |

|  | Microraptor sp.                                                           |
|  |                                                                           |
|  | \| \| Microraptor gui \| \| \| \| \| \| Microraptor zhaoianus \| \| \| \| |
|  |                                                                           |
|  | Microraptor gui                                                           |
|  |                                                                           |
|  | Microraptor zhaoianus                                                     |
|  |                                                                           |

|  | Microraptor gui       |
|  |                       |
|  | Microraptor zhaoianus |
|  |                       |

|  | Cryptovolans     |
|  |                  |
|  | Graciliraptor    |
|  |                  |
|  | Sinornithosaurus |
|  |                  |

|  | Microraptor sp.                                                           |
|  |                                                                           |
|  | \| \| Microraptor gui \| \| \| \| \| \| Microraptor zhaoianus \| \| \| \| |
|  |                                                                           |
|  | Microraptor gui                                                           |
|  |                                                                           |
|  | Microraptor zhaoianus                                                     |
|  |                                                                           |

|  | Microraptor gui       |
|  |                       |
|  | Microraptor zhaoianus |
|  |                       |

|  | Cryptovolans     |
|  |                  |
|  | Graciliraptor    |
|  |                  |
|  | Sinornithosaurus |
|  |                  |

|  | Saurornitholestinae                                                  |
|  |                                                                      |
|  | \| \| Velociraptorinae \| \| \| \| \| \| Dromaeosaurinae \| \| \| \| |
|  |                                                                      |
|  | Velociraptorinae                                                     |
|  |                                                                      |
|  | Dromaeosaurinae                                                      |
|  |                                                                      |

|  | Velociraptorinae |
|  |                  |
|  | Dromaeosaurinae  |
|  |                  |

|  | Microraptor sp.                                                           |
|  |                                                                           |
|  | \| \| Microraptor gui \| \| \| \| \| \| Microraptor zhaoianus \| \| \| \| |
|  |                                                                           |
|  | Microraptor gui                                                           |
|  |                                                                           |
|  | Microraptor zhaoianus                                                     |
|  |                                                                           |

|  | Microraptor gui       |
|  |                       |
|  | Microraptor zhaoianus |
|  |                       |

|  | Cryptovolans     |
|  |                  |
|  | Graciliraptor    |
|  |                  |
|  | Sinornithosaurus |
|  |                  |

|  | Microraptor sp.                                                           |
|  |                                                                           |
|  | \| \| Microraptor gui \| \| \| \| \| \| Microraptor zhaoianus \| \| \| \| |
|  |                                                                           |
|  | Microraptor gui                                                           |
|  |                                                                           |
|  | Microraptor zhaoianus                                                     |
|  |                                                                           |

|  | Microraptor gui       |
|  |                       |
|  | Microraptor zhaoianus |
|  |                       |

|  | Cryptovolans     |
|  |                  |
|  | Graciliraptor    |
|  |                  |
|  | Sinornithosaurus |
|  |                  |

|  | Microraptor sp.                                                           |
|  |                                                                           |
|  | \| \| Microraptor gui \| \| \| \| \| \| Microraptor zhaoianus \| \| \| \| |
|  |                                                                           |
|  | Microraptor gui                                                           |
|  |                                                                           |
|  | Microraptor zhaoianus                                                     |
|  |                                                                           |

|  | Microraptor gui       |
|  |                       |
|  | Microraptor zhaoianus |
|  |                       |

|  | Cryptovolans     |
|  |                  |
|  | Graciliraptor    |
|  |                  |
|  | Sinornithosaurus |
|  |                  |

|  | Microraptor sp.                                                           |
|  |                                                                           |
|  | \| \| Microraptor gui \| \| \| \| \| \| Microraptor zhaoianus \| \| \| \| |
|  |                                                                           |
|  | Microraptor gui                                                           |
|  |                                                                           |
|  | Microraptor zhaoianus                                                     |
|  |                                                                           |

|  | Microraptor gui       |
|  |                       |
|  | Microraptor zhaoianus |
|  |                       |

|  | Cryptovolans     |
|  |                  |
|  | Graciliraptor    |
|  |                  |
|  | Sinornithosaurus |
|  |                  |

|  | Microraptor sp.                                                           |
|  |                                                                           |
|  | \| \| Microraptor gui \| \| \| \| \| \| Microraptor zhaoianus \| \| \| \| |
|  |                                                                           |
|  | Microraptor gui                                                           |
|  |                                                                           |
|  | Microraptor zhaoianus                                                     |
|  |                                                                           |

|  | Microraptor gui       |
|  |                       |
|  | Microraptor zhaoianus |
|  |                       |

|  | Cryptovolans     |
|  |                  |
|  | Graciliraptor    |
|  |                  |
|  | Sinornithosaurus |
|  |                  |

|  | Microraptor sp.                                                           |
|  |                                                                           |
|  | \| \| Microraptor gui \| \| \| \| \| \| Microraptor zhaoianus \| \| \| \| |
|  |                                                                           |
|  | Microraptor gui                                                           |
|  |                                                                           |
|  | Microraptor zhaoianus                                                     |
|  |                                                                           |

|  | Microraptor gui       |
|  |                       |
|  | Microraptor zhaoianus |
|  |                       |

|  | Cryptovolans     |
|  |                  |
|  | Graciliraptor    |
|  |                  |
|  | Sinornithosaurus |
|  |                  |

|  | Microraptor sp.                                                           |
|  |                                                                           |
|  | \| \| Microraptor gui \| \| \| \| \| \| Microraptor zhaoianus \| \| \| \| |
|  |                                                                           |
|  | Microraptor gui                                                           |
|  |                                                                           |
|  | Microraptor zhaoianus                                                     |
|  |                                                                           |

|  | Microraptor gui       |
|  |                       |
|  | Microraptor zhaoianus |
|  |                       |

|  | Cryptovolans     |
|  |                  |
|  | Graciliraptor    |
|  |                  |
|  | Sinornithosaurus |
|  |                  |

|  | Microraptor sp.                                                           |
|  |                                                                           |
|  | \| \| Microraptor gui \| \| \| \| \| \| Microraptor zhaoianus \| \| \| \| |
|  |                                                                           |
|  | Microraptor gui                                                           |
|  |                                                                           |
|  | Microraptor zhaoianus                                                     |
|  |                                                                           |

|  | Microraptor gui       |
|  |                       |
|  | Microraptor zhaoianus |
|  |                       |

|  | Cryptovolans     |
|  |                  |
|  | Graciliraptor    |
|  |                  |
|  | Sinornithosaurus |
|  |                  |

|  | Saurornitholestinae                                                  |
|  |                                                                      |
|  | \| \| Velociraptorinae \| \| \| \| \| \| Dromaeosaurinae \| \| \| \| |
|  |                                                                      |
|  | Velociraptorinae                                                     |
|  |                                                                      |
|  | Dromaeosaurinae                                                      |
|  |                                                                      |

|  | Velociraptorinae |
|  |                  |
|  | Dromaeosaurinae  |
|  |                  |

|  | Microraptor sp.                                                           |
|  |                                                                           |
|  | \| \| Microraptor gui \| \| \| \| \| \| Microraptor zhaoianus \| \| \| \| |
|  |                                                                           |
|  | Microraptor gui                                                           |
|  |                                                                           |
|  | Microraptor zhaoianus                                                     |
|  |                                                                           |

|  | Microraptor gui       |
|  |                       |
|  | Microraptor zhaoianus |
|  |                       |

|  | Cryptovolans     |
|  |                  |
|  | Graciliraptor    |
|  |                  |
|  | Sinornithosaurus |
|  |                  |

|  | Microraptor sp.                                                           |
|  |                                                                           |
|  | \| \| Microraptor gui \| \| \| \| \| \| Microraptor zhaoianus \| \| \| \| |
|  |                                                                           |
|  | Microraptor gui                                                           |
|  |                                                                           |
|  | Microraptor zhaoianus                                                     |
|  |                                                                           |

|  | Microraptor gui       |
|  |                       |
|  | Microraptor zhaoianus |
|  |                       |

|  | Cryptovolans     |
|  |                  |
|  | Graciliraptor    |
|  |                  |
|  | Sinornithosaurus |
|  |                  |

|  | Microraptor sp.                                                           |
|  |                                                                           |
|  | \| \| Microraptor gui \| \| \| \| \| \| Microraptor zhaoianus \| \| \| \| |
|  |                                                                           |
|  | Microraptor gui                                                           |
|  |                                                                           |
|  | Microraptor zhaoianus                                                     |
|  |                                                                           |

|  | Microraptor gui       |
|  |                       |
|  | Microraptor zhaoianus |
|  |                       |

|  | Cryptovolans     |
|  |                  |
|  | Graciliraptor    |
|  |                  |
|  | Sinornithosaurus |
|  |                  |

|  | Microraptor sp.                                                           |
|  |                                                                           |
|  | \| \| Microraptor gui \| \| \| \| \| \| Microraptor zhaoianus \| \| \| \| |
|  |                                                                           |
|  | Microraptor gui                                                           |
|  |                                                                           |
|  | Microraptor zhaoianus                                                     |
|  |                                                                           |

|  | Microraptor gui       |
|  |                       |
|  | Microraptor zhaoianus |
|  |                       |

|  | Cryptovolans     |
|  |                  |
|  | Graciliraptor    |
|  |                  |
|  | Sinornithosaurus |
|  |                  |

|  | Microraptor sp.                                                           |
|  |                                                                           |
|  | \| \| Microraptor gui \| \| \| \| \| \| Microraptor zhaoianus \| \| \| \| |
|  |                                                                           |
|  | Microraptor gui                                                           |
|  |                                                                           |
|  | Microraptor zhaoianus                                                     |
|  |                                                                           |

|  | Microraptor gui       |
|  |                       |
|  | Microraptor zhaoianus |
|  |                       |

|  | Cryptovolans     |
|  |                  |
|  | Graciliraptor    |
|  |                  |
|  | Sinornithosaurus |
|  |                  |

|  | Microraptor sp.                                                           |
|  |                                                                           |
|  | \| \| Microraptor gui \| \| \| \| \| \| Microraptor zhaoianus \| \| \| \| |
|  |                                                                           |
|  | Microraptor gui                                                           |
|  |                                                                           |
|  | Microraptor zhaoianus                                                     |
|  |                                                                           |

|  | Microraptor gui       |
|  |                       |
|  | Microraptor zhaoianus |
|  |                       |

|  | Cryptovolans     |
|  |                  |
|  | Graciliraptor    |
|  |                  |
|  | Sinornithosaurus |
|  |                  |

|  | Microraptor sp.                                                           |
|  |                                                                           |
|  | \| \| Microraptor gui \| \| \| \| \| \| Microraptor zhaoianus \| \| \| \| |
|  |                                                                           |
|  | Microraptor gui                                                           |
|  |                                                                           |
|  | Microraptor zhaoianus                                                     |
|  |                                                                           |

|  | Microraptor gui       |
|  |                       |
|  | Microraptor zhaoianus |
|  |                       |

|  | Cryptovolans     |
|  |                  |
|  | Graciliraptor    |
|  |                  |
|  | Sinornithosaurus |
|  |                  |

|  | Microraptor sp.                                                           |
|  |                                                                           |
|  | \| \| Microraptor gui \| \| \| \| \| \| Microraptor zhaoianus \| \| \| \| |
|  |                                                                           |
|  | Microraptor gui                                                           |
|  |                                                                           |
|  | Microraptor zhaoianus                                                     |
|  |                                                                           |

|  | Microraptor gui       |
|  |                       |
|  | Microraptor zhaoianus |
|  |                       |

|  | Cryptovolans     |
|  |                  |
|  | Graciliraptor    |
|  |                  |
|  | Sinornithosaurus |
|  |                  |

|  | Saurornitholestinae                                                  |
|  |                                                                      |
|  | \| \| Velociraptorinae \| \| \| \| \| \| Dromaeosaurinae \| \| \| \| |
|  |                                                                      |
|  | Velociraptorinae                                                     |
|  |                                                                      |
|  | Dromaeosaurinae                                                      |
|  |                                                                      |

|  | Velociraptorinae |
|  |                  |
|  | Dromaeosaurinae  |
|  |                  |

|  | Microraptor sp.                                                           |
|  |                                                                           |
|  | \| \| Microraptor gui \| \| \| \| \| \| Microraptor zhaoianus \| \| \| \| |
|  |                                                                           |
|  | Microraptor gui                                                           |
|  |                                                                           |
|  | Microraptor zhaoianus                                                     |
|  |                                                                           |

|  | Microraptor gui       |
|  |                       |
|  | Microraptor zhaoianus |
|  |                       |

|  | Cryptovolans     |
|  |                  |
|  | Graciliraptor    |
|  |                  |
|  | Sinornithosaurus |
|  |                  |

|  | Microraptor sp.                                                           |
|  |                                                                           |
|  | \| \| Microraptor gui \| \| \| \| \| \| Microraptor zhaoianus \| \| \| \| |
|  |                                                                           |
|  | Microraptor gui                                                           |
|  |                                                                           |
|  | Microraptor zhaoianus                                                     |
|  |                                                                           |

|  | Microraptor gui       |
|  |                       |
|  | Microraptor zhaoianus |
|  |                       |

|  | Cryptovolans     |
|  |                  |
|  | Graciliraptor    |
|  |                  |
|  | Sinornithosaurus |
|  |                  |

|  | Microraptor sp.                                                           |
|  |                                                                           |
|  | \| \| Microraptor gui \| \| \| \| \| \| Microraptor zhaoianus \| \| \| \| |
|  |                                                                           |
|  | Microraptor gui                                                           |
|  |                                                                           |
|  | Microraptor zhaoianus                                                     |
|  |                                                                           |

|  | Microraptor gui       |
|  |                       |
|  | Microraptor zhaoianus |
|  |                       |

|  | Cryptovolans     |
|  |                  |
|  | Graciliraptor    |
|  |                  |
|  | Sinornithosaurus |
|  |                  |

|  | Microraptor sp.                                                           |
|  |                                                                           |
|  | \| \| Microraptor gui \| \| \| \| \| \| Microraptor zhaoianus \| \| \| \| |
|  |                                                                           |
|  | Microraptor gui                                                           |
|  |                                                                           |
|  | Microraptor zhaoianus                                                     |
|  |                                                                           |

|  | Microraptor gui       |
|  |                       |
|  | Microraptor zhaoianus |
|  |                       |

|  | Cryptovolans     |
|  |                  |
|  | Graciliraptor    |
|  |                  |
|  | Sinornithosaurus |
|  |                  |

|  | Microraptor sp.                                                           |
|  |                                                                           |
|  | \| \| Microraptor gui \| \| \| \| \| \| Microraptor zhaoianus \| \| \| \| |
|  |                                                                           |
|  | Microraptor gui                                                           |
|  |                                                                           |
|  | Microraptor zhaoianus                                                     |
|  |                                                                           |

|  | Microraptor gui       |
|  |                       |
|  | Microraptor zhaoianus |
|  |                       |

|  | Cryptovolans     |
|  |                  |
|  | Graciliraptor    |
|  |                  |
|  | Sinornithosaurus |
|  |                  |

|  | Microraptor sp.                                                           |
|  |                                                                           |
|  | \| \| Microraptor gui \| \| \| \| \| \| Microraptor zhaoianus \| \| \| \| |
|  |                                                                           |
|  | Microraptor gui                                                           |
|  |                                                                           |
|  | Microraptor zhaoianus                                                     |
|  |                                                                           |

|  | Microraptor gui       |
|  |                       |
|  | Microraptor zhaoianus |
|  |                       |

|  | Cryptovolans     |
|  |                  |
|  | Graciliraptor    |
|  |                  |
|  | Sinornithosaurus |
|  |                  |

|  | Microraptor sp.                                                           |
|  |                                                                           |
|  | \| \| Microraptor gui \| \| \| \| \| \| Microraptor zhaoianus \| \| \| \| |
|  |                                                                           |
|  | Microraptor gui                                                           |
|  |                                                                           |
|  | Microraptor zhaoianus                                                     |
|  |                                                                           |

|  | Microraptor gui       |
|  |                       |
|  | Microraptor zhaoianus |
|  |                       |

|  | Cryptovolans     |
|  |                  |
|  | Graciliraptor    |
|  |                  |
|  | Sinornithosaurus |
|  |                  |

|  | Microraptor sp.                                                           |
|  |                                                                           |
|  | \| \| Microraptor gui \| \| \| \| \| \| Microraptor zhaoianus \| \| \| \| |
|  |                                                                           |
|  | Microraptor gui                                                           |
|  |                                                                           |
|  | Microraptor zhaoianus                                                     |
|  |                                                                           |

|  | Microraptor gui       |
|  |                       |
|  | Microraptor zhaoianus |
|  |                       |

|  | Cryptovolans     |
|  |                  |
|  | Graciliraptor    |
|  |                  |
|  | Sinornithosaurus |
|  |                  |

|  | Saurornitholestinae                                                  |
|  |                                                                      |
|  | \| \| Velociraptorinae \| \| \| \| \| \| Dromaeosaurinae \| \| \| \| |
|  |                                                                      |
|  | Velociraptorinae                                                     |
|  |                                                                      |
|  | Dromaeosaurinae                                                      |
|  |                                                                      |

|  | Velociraptorinae |
|  |                  |
|  | Dromaeosaurinae  |
|  |                  |

|  | Microraptor sp.                                                           |
|  |                                                                           |
|  | \| \| Microraptor gui \| \| \| \| \| \| Microraptor zhaoianus \| \| \| \| |
|  |                                                                           |
|  | Microraptor gui                                                           |
|  |                                                                           |
|  | Microraptor zhaoianus                                                     |
|  |                                                                           |

|  | Microraptor gui       |
|  |                       |
|  | Microraptor zhaoianus |
|  |                       |

|  | Cryptovolans     |
|  |                  |
|  | Graciliraptor    |
|  |                  |
|  | Sinornithosaurus |
|  |                  |

|  | Microraptor sp.                                                           |
|  |                                                                           |
|  | \| \| Microraptor gui \| \| \| \| \| \| Microraptor zhaoianus \| \| \| \| |
|  |                                                                           |
|  | Microraptor gui                                                           |
|  |                                                                           |
|  | Microraptor zhaoianus                                                     |
|  |                                                                           |

|  | Microraptor gui       |
|  |                       |
|  | Microraptor zhaoianus |
|  |                       |

|  | Cryptovolans     |
|  |                  |
|  | Graciliraptor    |
|  |                  |
|  | Sinornithosaurus |
|  |                  |

|  | Microraptor sp.                                                           |
|  |                                                                           |
|  | \| \| Microraptor gui \| \| \| \| \| \| Microraptor zhaoianus \| \| \| \| |
|  |                                                                           |
|  | Microraptor gui                                                           |
|  |                                                                           |
|  | Microraptor zhaoianus                                                     |
|  |                                                                           |

|  | Microraptor gui       |
|  |                       |
|  | Microraptor zhaoianus |
|  |                       |

|  | Cryptovolans     |
|  |                  |
|  | Graciliraptor    |
|  |                  |
|  | Sinornithosaurus |
|  |                  |

|  | Microraptor sp.                                                           |
|  |                                                                           |
|  | \| \| Microraptor gui \| \| \| \| \| \| Microraptor zhaoianus \| \| \| \| |
|  |                                                                           |
|  | Microraptor gui                                                           |
|  |                                                                           |
|  | Microraptor zhaoianus                                                     |
|  |                                                                           |

|  | Microraptor gui       |
|  |                       |
|  | Microraptor zhaoianus |
|  |                       |

|  | Cryptovolans     |
|  |                  |
|  | Graciliraptor    |
|  |                  |
|  | Sinornithosaurus |
|  |                  |

|  | Microraptor sp.                                                           |
|  |                                                                           |
|  | \| \| Microraptor gui \| \| \| \| \| \| Microraptor zhaoianus \| \| \| \| |
|  |                                                                           |
|  | Microraptor gui                                                           |
|  |                                                                           |
|  | Microraptor zhaoianus                                                     |
|  |                                                                           |

|  | Microraptor gui       |
|  |                       |
|  | Microraptor zhaoianus |
|  |                       |

|  | Cryptovolans     |
|  |                  |
|  | Graciliraptor    |
|  |                  |
|  | Sinornithosaurus |
|  |                  |

|  | Microraptor sp.                                                           |
|  |                                                                           |
|  | \| \| Microraptor gui \| \| \| \| \| \| Microraptor zhaoianus \| \| \| \| |
|  |                                                                           |
|  | Microraptor gui                                                           |
|  |                                                                           |
|  | Microraptor zhaoianus                                                     |
|  |                                                                           |

|  | Microraptor gui       |
|  |                       |
|  | Microraptor zhaoianus |
|  |                       |

|  | Cryptovolans     |
|  |                  |
|  | Graciliraptor    |
|  |                  |
|  | Sinornithosaurus |
|  |                  |

|  | Microraptor sp.                                                           |
|  |                                                                           |
|  | \| \| Microraptor gui \| \| \| \| \| \| Microraptor zhaoianus \| \| \| \| |
|  |                                                                           |
|  | Microraptor gui                                                           |
|  |                                                                           |
|  | Microraptor zhaoianus                                                     |
|  |                                                                           |

|  | Microraptor gui       |
|  |                       |
|  | Microraptor zhaoianus |
|  |                       |

|  | Cryptovolans     |
|  |                  |
|  | Graciliraptor    |
|  |                  |
|  | Sinornithosaurus |
|  |                  |

|  | Microraptor sp.                                                           |
|  |                                                                           |
|  | \| \| Microraptor gui \| \| \| \| \| \| Microraptor zhaoianus \| \| \| \| |
|  |                                                                           |
|  | Microraptor gui                                                           |
|  |                                                                           |
|  | Microraptor zhaoianus                                                     |
|  |                                                                           |

|  | Microraptor gui       |
|  |                       |
|  | Microraptor zhaoianus |
|  |                       |

|  | Cryptovolans     |
|  |                  |
|  | Graciliraptor    |
|  |                  |
|  | Sinornithosaurus |
|  |                  |

|  | Saurornitholestinae                                                  |
|  |                                                                      |
|  | \| \| Velociraptorinae \| \| \| \| \| \| Dromaeosaurinae \| \| \| \| |
|  |                                                                      |
|  | Velociraptorinae                                                     |
|  |                                                                      |
|  | Dromaeosaurinae                                                      |
|  |                                                                      |

|  | Velociraptorinae |
|  |                  |
|  | Dromaeosaurinae  |
|  |                  |

|  | Microraptor sp.                                                           |
|  |                                                                           |
|  | \| \| Microraptor gui \| \| \| \| \| \| Microraptor zhaoianus \| \| \| \| |
|  |                                                                           |
|  | Microraptor gui                                                           |
|  |                                                                           |
|  | Microraptor zhaoianus                                                     |
|  |                                                                           |

|  | Microraptor gui       |
|  |                       |
|  | Microraptor zhaoianus |
|  |                       |

|  | Cryptovolans     |
|  |                  |
|  | Graciliraptor    |
|  |                  |
|  | Sinornithosaurus |
|  |                  |

|  | Microraptor sp.                                                           |
|  |                                                                           |
|  | \| \| Microraptor gui \| \| \| \| \| \| Microraptor zhaoianus \| \| \| \| |
|  |                                                                           |
|  | Microraptor gui                                                           |
|  |                                                                           |
|  | Microraptor zhaoianus                                                     |
|  |                                                                           |

|  | Microraptor gui       |
|  |                       |
|  | Microraptor zhaoianus |
|  |                       |

|  | Cryptovolans     |
|  |                  |
|  | Graciliraptor    |
|  |                  |
|  | Sinornithosaurus |
|  |                  |

|  | Microraptor sp.                                                           |
|  |                                                                           |
|  | \| \| Microraptor gui \| \| \| \| \| \| Microraptor zhaoianus \| \| \| \| |
|  |                                                                           |
|  | Microraptor gui                                                           |
|  |                                                                           |
|  | Microraptor zhaoianus                                                     |
|  |                                                                           |

|  | Microraptor gui       |
|  |                       |
|  | Microraptor zhaoianus |
|  |                       |

|  | Cryptovolans     |
|  |                  |
|  | Graciliraptor    |
|  |                  |
|  | Sinornithosaurus |
|  |                  |

|  | Microraptor sp.                                                           |
|  |                                                                           |
|  | \| \| Microraptor gui \| \| \| \| \| \| Microraptor zhaoianus \| \| \| \| |
|  |                                                                           |
|  | Microraptor gui                                                           |
|  |                                                                           |
|  | Microraptor zhaoianus                                                     |
|  |                                                                           |

|  | Microraptor gui       |
|  |                       |
|  | Microraptor zhaoianus |
|  |                       |

|  | Cryptovolans     |
|  |                  |
|  | Graciliraptor    |
|  |                  |
|  | Sinornithosaurus |
|  |                  |

|  | Microraptor sp.                                                           |
|  |                                                                           |
|  | \| \| Microraptor gui \| \| \| \| \| \| Microraptor zhaoianus \| \| \| \| |
|  |                                                                           |
|  | Microraptor gui                                                           |
|  |                                                                           |
|  | Microraptor zhaoianus                                                     |
|  |                                                                           |

|  | Microraptor gui       |
|  |                       |
|  | Microraptor zhaoianus |
|  |                       |

|  | Cryptovolans     |
|  |                  |
|  | Graciliraptor    |
|  |                  |
|  | Sinornithosaurus |
|  |                  |

|  | Microraptor sp.                                                           |
|  |                                                                           |
|  | \| \| Microraptor gui \| \| \| \| \| \| Microraptor zhaoianus \| \| \| \| |
|  |                                                                           |
|  | Microraptor gui                                                           |
|  |                                                                           |
|  | Microraptor zhaoianus                                                     |
|  |                                                                           |

|  | Microraptor gui       |
|  |                       |
|  | Microraptor zhaoianus |
|  |                       |

|  | Cryptovolans     |
|  |                  |
|  | Graciliraptor    |
|  |                  |
|  | Sinornithosaurus |
|  |                  |

|  | Microraptor sp.                                                           |
|  |                                                                           |
|  | \| \| Microraptor gui \| \| \| \| \| \| Microraptor zhaoianus \| \| \| \| |
|  |                                                                           |
|  | Microraptor gui                                                           |
|  |                                                                           |
|  | Microraptor zhaoianus                                                     |
|  |                                                                           |

|  | Microraptor gui       |
|  |                       |
|  | Microraptor zhaoianus |
|  |                       |

|  | Cryptovolans     |
|  |                  |
|  | Graciliraptor    |
|  |                  |
|  | Sinornithosaurus |
|  |                  |

|  | Microraptor sp.                                                           |
|  |                                                                           |
|  | \| \| Microraptor gui \| \| \| \| \| \| Microraptor zhaoianus \| \| \| \| |
|  |                                                                           |
|  | Microraptor gui                                                           |
|  |                                                                           |
|  | Microraptor zhaoianus                                                     |
|  |                                                                           |

|  | Microraptor gui       |
|  |                       |
|  | Microraptor zhaoianus |
|  |                       |

|  | Cryptovolans     |
|  |                  |
|  | Graciliraptor    |
|  |                  |
|  | Sinornithosaurus |
|  |                  |

## Paleobiología

### Alas

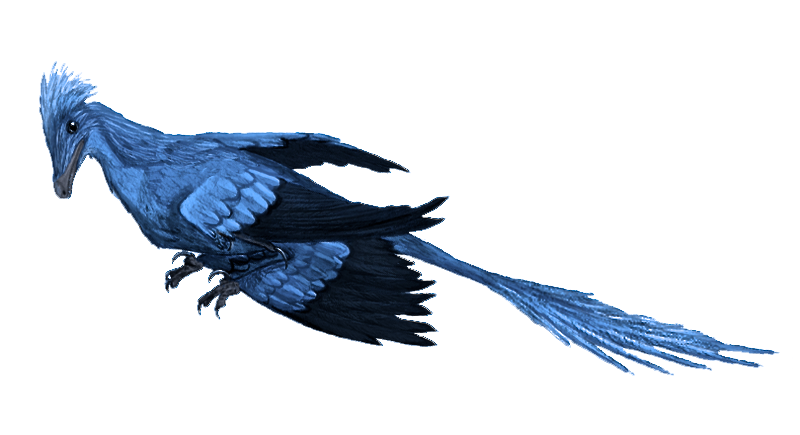
Reconstrucción

Como su pariente más próximo, Cryptovolans, muy posiblemente sinónimo, los Microraptor poseían dos pares de alas una en cada una de sus extremidades anteriores y posteriores, algo parecido a una posible disposición del cuarteto de superficies de vuelo en un avión de ala tándem de hoy. En otras palabras, las dos patas delanteras y las dos patas traseras se habían convertido evolutivamente en alas. Tenía largas plumas pennáceas en brazos y manos de 10 a 20 centímetros con piernas y pies de 11 a 15 centímetros de largo. Las largas plumas en las patas del Microraptor eran verdaderas plumas de vuelo, como se ve en las aves modernas, con veletas asimétricas en las plumas del brazo, la pierna y la cola. Al igual que en las alas de pájaros modernas, Microraptor tenía plumas de vuelo primarias, ancladas a la mano y secundarias, ancladas al brazo. Este patrón de ala estándar se reflejó en las patas traseras, con plumas de vuelo ancladas a los huesos de la parte superior del pie, así como a la parte superior e inferior de la pierna. Aunque no es aparente en la mayoría de los fósiles bajo la luz natural, debido a la obstrucción del tejido blando descompuesto, las bases de las plumas se extendieron cerca o en contacto con los huesos, como en las aves modernas, proporcionando puntos de anclaje fuertes.
Algunos científicos chinos propusieron que estos animales podían servirse de ellas para planear y tal vez para un vuelo batido, pero estudios efectuados en el Museo de Berlín sobre los Archaeopteryx, de mayor edad, mostraron que tenían sus patas traseras dotadas de plumas de vuelo asimétricas, aunque en este caso eran más cortas. Muchos científicos creen, en la actualidad, que todos los dinosaurios voladores originales tenían plumas largas en sus patas traseras que les servían para mantener el equilibrio en vuelo y cambiar de dirección, función que en las aves actuales cumplen las plumas caudales . Ha sido propuesto por los científicos chinos que el animal se deslizara, y vivió probablemente en los árboles, señalando al hecho de que las alas de las patas de Microraptor habrían obstaculizado su capacidad de andar en tierra, y sugiere que todos los dromeosáuridos primitivos pudieron haber sido arbóreos.
Sankar Chatterjee afirmó en el 2005 que para volar, las alas deberían estar separadas, como las de un biplano, en vez de superpuestas, como las de las libélulas. Y, ya que la última postura habría sido anatómicamente imposible. Usando este modelo de biplano, Chatterjee podía calcular métodos posibles de planeo, y determinó que Microraptor empleó muy probablemente planeo de fuga lanzándose de una percha, el animal se lanzaba hacia abajo en una profundo curva en U y entonces levantado otra vez para aterrizar en otro árbol. Las plumas no directamente empleadas en la estructura de ala de biplano, como las de la tibia y la cola, se habrían podido utilizar para controlar la fricción y para alterar el recorrido de vuelo, la trayectoria, etc. La orientación de las alas traseras también habría ayudado al control animal en su planeo. Chatterjee también utilizó algoritmos de la computadora la capacidad del vuelo del animal para comprobar independientemente si Microraptor era capaz de un vuelo verdadero, accionado, además del deslizamiento pasivo. Los datos resultantes demostraron que Microraptor tenía los requisitos para sostener el vuelo normal, así que es teóricamente posible que el animal volara en alguna ocasión además del planeo.
Algunos paleontólogos han sugerido que los dinosaurios con plumas utilizaron sus alas para lanzarse en paracaídas desde árboles, para atacar o posiblemente emboscar su presa en tierra, como precursor al planeo o al vuelo verdadero. En su estudio 2007, Chatterjee y Templin probaron esta hipótesis también, y encontraron que la superficie combinada del ala de Microraptor era demasiado estrecha para lograr lanzarse con éxito en paracaídas a la tierra sin lesión alguna desde cualquier altura significativa. Sin embargo, los autores dejaron abierta la posibilidad que Microraptor podría lanzarse distancias cortas en paracaídas, como entre las ramas de un árbol que estuvieran cerca. Chatterjee y Templin también eliminaron la posibilidad de un despegue terrestre. Microraptor careció de las adaptaciones en su articulación del hombro que le hubieran permitido levantar sus alas delanteras verticalmente para generar la elevación necesaria. Los autores sostuvieron que un despegue terrestre hubiese dañado plumas de vuelo en los patas. Esto sale solamente de la posibilidad del lanzamiento de una percha elevada. Observaron que incluso los pájaros modernos no necesitan utilizar mucha energía al lanzarse de árboles, sino utilizan la técnica de vuelo en picado y elevación que encontraron en Microraptor. Los experimentos en túneles de viento han demostrado que mantener un coeficiente de elevación elevado a expensas de una alta resistencia es probablemente la estrategia más eficiente para Microraptor cuando se desliza entre elevaciones bajas. Microraptor no requería una morfología de ala sofisticada y "moderna" para ser un planeador efectivo. Sin embargo, la idea de que Microraptor era un planeador arbóreo que confiaba en que había escalado regularmente o incluso vivido en árboles, cuando el estudio de su anatomía ha demostrado que las proporciones de sus extremidades coinciden con las aves terrestres modernas en lugar de los escaladores y su esqueleto no muestra ninguna de las adaptaciones esperadas en los animales. especializado para trepar a los árboles.

#### Vuelo propulsado
El paleontólogo Stephen Czerkas describió especímenes originalmente referidos como una especie distintiva, Cryptovolans pauli y argumentó que Microraptor podría haber sido un volador autopropulsado y de hecho, posiblemente un mejor volador que Archaeopteryx. Observó que el esternón fusionado del Microraptor, las plumas asimétricas y las características de la cintura escapular indicaban que podía volar por su propia fuerza, en lugar de simplemente deslizarse. Hoy, la mayoría de los científicos están de acuerdo en que Microraptor tenía las características anatómicas esperadas de un animal volador, aunque habría sido una forma de vuelo menos avanzada en comparación con las aves. Por ejemplo, algunos estudios sugieren que la articulación del hombro era demasiado primitiva para permitir un golpe de vuelo de aleteo completo. En la anatomía ancestral de los dinosaurios terópodos, la cuenca del hombro hacia abajo y ligeramente hacia atrás, lo que hace imposible que los animales levanten los brazos verticalmente, un requisito previo para el golpe de vuelo de aleteo en las aves. Los estudios de la anatomía del maniraptor han sugerido que la cavidad del hombro no se movió a la posición de pájaro de una orientación alta y ascendente cerca de la columna vertebral hasta que aparecieron aviares relativamente avanzados como los enantiornithes. Sin embargo, otros científicos han argumentado que la cintura escapular en algunos terópodos paravianos, incluido Microraptor , está curvada de tal manera que la articulación del hombro solo podría haberse colocado en la parte superior de la espalda, lo que permite un movimiento vertical casi vertical del ala. Esta anatomía posiblemente avanzada del hombro, combinada con la presencia de un propatagio que une la muñeca con el hombro, que llena el espacio frente al ala flexionada y puede soportar el ala contra la resistencia de las aves modernas y un alula, muy parecido a un "pulgar" similar a "forma de ranura de borde de ataque", puede indicar que Microraptor era capaz de un verdadero vuelo propulsado.
Otros estudios han demostrado que las alas de Microraptor eran lo suficientemente grandes como para generar la elevación necesaria para el lanzamiento motorizado en vuelo, incluso sin un golpe de vuelo completamente vertical. Un estudio de 2016 sobre la capacidad de vuelo incipiente en paravianos demostró que Microraptor era capaz de correr inclinado asistido por el ala, así como el salto asistido por el ala e incluso el lanzamiento desde el suelo.
Stephen Czerkas, Gregory S. Paul y otros han argumentado que el hecho de que Microraptor podría volar y sin embargo, también es muy claramente un dromaeosáurido, sugiere que los Dromaeosauridae , incluidas especies posteriores y más grandes como Deinonychus , no podían volar. El trabajo de Xu y sus colegas también sugirió que los antepasados de los dromaeosáuridos eran probablemente pequeños, arbóreos y capaces de deslizarse , aunque los descubrimientos posteriores de dromaeosáuridos más primitivos con extremidades anteriores cortas no aptas para el planeo han puesto en duda esta opinión. Sin embargo, el trabajo realizado sobre la cuestión de la capacidad de vuelo en otros paravianos demostró que la mayoría de ellos probablemente no hubieran podido lograr una elevación suficiente para el vuelo motorizado, debido a sus limitados golpes de vuelo y alas relativamente más pequeñas. Estos estudios concluyeron que Microraptor probablemente evolucionó el vuelo y sus características asociadas, esternón fusionado, alula, etc., independientemente de los antepasados de las aves.

#### Implicaciones
La disposición única del ala que se encuentra en Microraptor planteó la cuestión de si la evolución del vuelo en las aves modernas pasó por una etapa de cuatro alas, o si los planeadores de cuatro alas como Microraptor fueron una rama lateral evolutiva que no dejó descendientes. Ya en 1915, el naturalista William Beebe había argumentado que la evolución del vuelo de las aves puede haber pasado por una etapa de cuatro alas o tetrapteryx. Chatterjee y Templin no adoptaron una postura firme sobre esta posibilidad, señalando que tanto una interpretación convencional como una etapa de tetrapterix son igualmente posibles. Sin embargo, con base en la presencia de plumas de pierna inusualmente largas en varios dinosaurios emplumados, Archaeopteryx y algunas aves modernas como las aves rapaces, así como el descubrimiento de más dinosaurios con largas plumas primarias en sus pies, como Pedopenna, los autores argumentaron que el cuerpo actual de evidencia, tanto de la morfología como de la filogenia, sugiere que el vuelo de las aves cambió en algún momento del dominio de las extremidades compartidas al dominio de las extremidades delanteras, y que todas las aves modernas pueden haber evolucionado a partir de ancestros de cuatro alas, o al menos ancestros con plumas de patas inusualmente largas en relación con la configuración moderna.

### Postura de los miembros posteriores
Sankar Chatterjee sugirió en 2005 que, para que Microraptor pudiera deslizarse o volar, las alas anteriores y las posteriores debían estar en diferentes niveles (como en un biplano) y no superpuestas (como en una libélula), y que la última postura habría sido anatómicamente imposible. Utilizando este modelo de biplano, Chatterjee fue capaz de calcular posibles métodos de deslizamiento, y determinó que Microraptor probablemente empleó un estilo de oscilación fugoide: lanzándose desde una posición elevada, el animal se habría precipitado hacia abajo en una profunda curva en forma de U y luego levantado de nuevo para aterrizar en otro árbol. Las plumas que no se emplean directamente en la estructura del ala biplano, como las de la tibia y la cola, podrían haber sido utilizadas para controlar el arrastre y alterar la trayectoria y otras fases del vuelo. La orientación de las alas posteriores también habría ayudado al animal a controlar su vuelo de planeo. Chatterjee también utilizó algoritmos informáticos que ponen a prueba la capacidad de vuelo de los animales para probar si Microraptor era capaz o no de un verdadero vuelo propulsado, en contraposición o sumado al deslizamiento pasivo. Los datos resultantes demostraron que Microraptor tenía los requisitos para sostener el vuelo propulsado nivel, así que es teóricamente posible que el animal volase en contraposición al desplazamiento por deslizamiento.

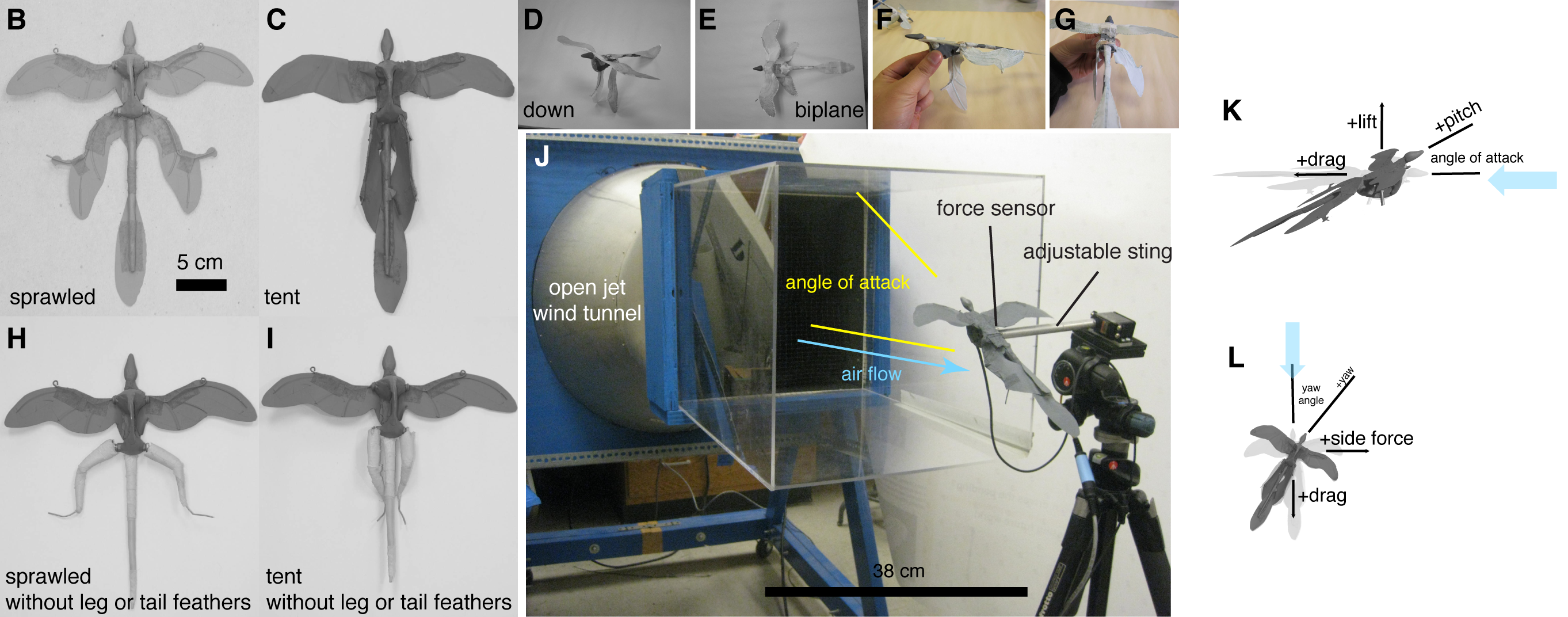
Experimentos en un túnel de viento con las diferentes configuraciones de ala propuestas para Microraptor.

Algunos paleontólogos han dudado de la hipótesis del biplano, y han propuesto otras configuraciones. Un estudio de 2010 realizado por Alexander et al. describió la construcción de un modelo físico tridimensional ligero usado para realizar pruebas de aerodinámica. Utilizando varias configuraciones de patas traseras para el modelo, encontraron que el modelo de biplano, aunque no era irracional, era estructuralmente deficiente y necesitaba una distribución de peso distinta, con una cabeza pesada para obtener un deslizamiento estable, que consideraban improbable. El estudio indicó que una estructura de alas posteriores desplegadas lateralmente representaba la configuración más biológica y aerodinámicamente consistente para Microraptor. Un análisis posterior por Brougham y Brusatte, sin embargo, concluyó que la reconstrucción del modelo de Alexander no era consistente con todos los datos disponibles sobre Microraptor y argumentó que el estudio era insuficiente para determinar un patrón de vuelo probable para Microraptor. Brougham y Brusatte criticaron la anatomía del modelo utilizado por Alexander y su equipo, observando que la anatomía de la cadera no era consistente con otros dromaeosaúridos. En la mayoría de los dromaeosaúridos, las características del hueso de la cadera evitan que las piernas se extiendan horizontalmente; en su lugar, están bloqueados en una posición vertical por debajo del cuerpo. El equipo de Alexander utilizó un espécimen de Microraptor que fue aplastado para hacer su modelo, que Brougham y Brusatte sostuvieron no reflejaba su anatomía real. Posteriormente en 2010, el equipo de Alexander respondió a estas críticas, señalando que el relacionado dromaeosaúridos Hesperonychus, que se conoce a partir de los huesos completos de la cadera conservados en tres dimensiones, también muestra zócalos de la cadera dirigidos hacia arriba, posiblemente permitiendo que las piernas se extiendan más que en otros dromaeosaúridos.

### Movimiento del suelo
Debido a la extensión de las alas posteriores en la mayor parte del pie del animal, muchos científicos han sugerido que Microraptor habría tenido un movimiento torpe durante la marcha por el suelo o la carrera. Las plumas del ala delantera también podrían haber obstaculizado al Microraptor en el suelo, debido a la limitada gama de movimiento en la muñeca y la longitud extrema de las plumas del ala. Un estudio de Corwin Sullivan y sus colegas de 2010 mostró que, incluso con el ala doblada en la medida de lo posible, las plumas todavía se habrían arrastrado por el suelo si los brazos estuvieran en posición neutral o extendidos hacia adelante como en un ataque de depredador. Sólo al mantener las alas elevadas, o el brazo extendido hacia atrás, Microraptor podría haber evitado dañar las plumas del ala. Por tanto, es posible que fuese anatómicamente imposible para Microraptor para haber utilizado sus miembros anteriores con garras en la captura de presas o la manipulación de objetos.

### Alimentación
En 2010 los investigadores anunciaron que la preparación adicional del espécimen tipo de M. zhaoianus reveló posibles contenidos preservados del estómago. Estos consistían en huesos de mamíferos, incluyendo posibles fragmentos de cráneo, miembros y de vértebras así como un pie entero. El esqueleto del pie es similar al de Eomaia y Sinodelphys. Esto corresponde a un animal con una longitud estimada del hocico al vientre de 80mm y una masa de 20-25 gramos. Las garras del pie son menos curvadas que en Eomaia o Sinodelphys, lo que indica que el mamífero podía trepar menos efectivamente que dichos géneros.
En la edición del 6 de diciembre de 2011 de Proceedings of the National Academy of Sciences, Jingmai O'Connor y colaboradores describieron un ejemplar de Microraptor que contenía huesos de ave en su abdomen, más específicamente un ala parcial y el pie. Su posición indica que el dinosaurio tragó entera un ave arborícola posada.
En 2013 se anunció que se habían encontrado peces en la cavidad abdominal de un espécimen de Microraptor. Estos también afirmaron que el espécimen mostraba una probable adaptación a una dieta piscívora. La buena preservación de la mandíbula muestra que los primeros tres dientes estaban inclinados anterodorsalmente, un rasgo frecuentemente asociado con la depredación de peces.
En 2019, se describió un nuevo género de lagarto esclerogloso, Indrasaurus a partir de un espécimen encontrado en el estómago de un Microraptor. El Microraptor aparentemente tragó la cabeza presa en primer lugar, un comportamiento típico de las modernos aves carnívoras y lagartos. Los huesos de Indrasaurus carecían de picaduras y cicatrices marcadas, lo que indica que el Microraptor murió poco después de comer la lagartija y antes de que se produjera una digestión significativa. A diferencia de sus compañeros paravianos como Anchiornis , Microraptor nunca se ha encontrado con gránulos gástricos, a pesar de la existencia de cuatro muestras de Microraptor que preservan el contenido del estómago. Esto sugiere que Microraptor pasó pelaje, plumas y trozos de hueso no digeribles en sus excrementos en lugar de producir gránulos.
Basándose en el tamaño de los anillos escleróticos del ojo, se concluyó que Microraptor cazaba de noche. Sin embargo, el descubrimiento del plumaje iridiscente en Microraptor ha hecho dudar de esa conclusión, ya que no se conoce ninguna ave que tenga plumaje que sea nocturna.

### Coloración
En marzo de 2012, Quanguo Li y su equipo fueron los primeros científicos que determinaron el color del plumaje de Microraptor, basándose en el nuevo espécimen BMNHC PH881, que mostraba varias características desconocidas antes en Microraptor. Al analizar los melanosomas (células de pigmentación) en el fósil con técnicas de microscopio electrónico, los investigadores compararon su disposición con la de las aves modernas. En Microraptor, estas células estaban conformadas de una manera consistente con la coloración oscura y lustrosa de algunas aves modernas. Estos melanosomas en forma de barra estaban dispuestos en capas apiladas, como las de los mirlos modernos, e indican que el plumaje de Microraptor tenía iridiscencia. Aunque los investigadores establecieron que la verdadera función de esta iridiscencia es aún desconocida, parece razonable concluir que los pequeños dromeosáuridos usaban su plumaje brillante como una forma de comunicación o despliegue sexual, así como las actuales aves de plumas iridiscentes.

## En la cultura popular
Microraptor ha aparecido en un número de documentales, de libros, y de películas. El género tuvo su principal aparición en el tercer episodio del documental de 2006 y serie de televisión Prehistoric Park. En el episodio, Microraptor fueron mostrados lanzándose de los árboles a comer en gusanos y los insectos que fueron traídos a la superficie por el paso de titanosaurianos gigantes. Microraptor también aparece en el documental de NOVA The Four Winged Dinosaur. Un Microraptor aparece en el filme animado The Land Before Time XII: The Great Day of the Flyers. En el libro de James Gurney de 2007 Dinotopia: Journey to Chandara, el Imperio Chandaran, del sudoeste de la isla Dinotopia, es regido Microraptor por el Emperadeor Hugo Khan. En 2006, un modelo de Microraptor es introducido en la Colección Carnegie. También, en el documental Tarbosaurus: The Mightiest Ever aparece, al principio y cuando el protagonista es aún un Tarbosaurus bebé, siendo un hábil dromeosáurido volador, que se posa en las ramas de los árboles. Hace alguna otra aparición ocasional más adelante, con la enorme madre Tarbosaurus pasando bajo él.